# Grand Curtius
Pour les articles homonymes, voir Curtius.
Ne doit pas être confondu avec Palais Curtius.
Le Grand Curtius est un ensemble muséal situé à Liège en Belgique inauguré en 2009. Il regroupe les collections de plusieurs musées liégeois : le musée Curtius (Musées d'archéologie et d'arts décoratifs), le musée d'art religieux et d'art mosan, le musée d'armes et le musée du verre ainsi que l'ancienne collection d’égyptologie de l'université de Liège.
Il occupe notamment la résidence et le palais Curtius, les hôtels de Hayme de Bomal et Brahy, et la maison Dewilde. Son nom lui vient de Jean De Corte, dit Jean Curtius, industriel liégeois et négociant d'armes du XVIIe siècle qui construit sa demeure, le palais Curtius au bord de la Meuse à Liège.
Avec plus de 5 000 m2 de surface d’exposition et plus de 5 000 pièces, le musée est le plus grand et le plus important musée de la Région wallonne.

## Histoire

### Historique des collections
En 1850 fut fondé l'Institut archéologique liégeois (IAL), dont l'un des objectifs était d'ouvrir un musée. Les collections furent successivement présentées dans différents lieux avant d'être exposées dans une aile du palais des Princes-Évêques en 1874. En 1891 naquit le projet de transfert du musée dans la maison Curtius. En 1896, la ville projeta également d'abriter ses collections propres ainsi que celles de l'IAL dans un bâtiment à leur mesure. Le palais Curtius fut acquis par la ville en 1901. Après une longue restauration par l'architecte Joseph Lousberg, il abrita le musée Curtius (appelé initialement Musée archéologique liégeois) qui ouvrit ses portes le 1er août 1909.
À l'origine, l'œuvre d'une famille de collectionneurs, Alfred Baar et son fils Armand Baar, la collection de verres fut mise en dépôt au musée Curtius par la veuve d'Armand en 1946. La ville l'acheta en 1952. Dès 1959, cette collection devint une section indépendante, qui fut progressivement enrichie en pièces des XIXe et XXe siècles, ainsi qu'en cristal du Val-Saint-Lambert.
Le musée d'Armes de la ville de Liège fut créé grâce à la donation initiale du fabricant d'armes Pierre-Joseph Lemille. Lorsqu'il ouvrit ses portes en 1885, la Cité ardente était toujours l'une des plus grandes productrices d'armes portatives au monde. Cette tradition liégeoise de fabrication d'armes perdure d'ailleurs encore au XXIe siècle, notamment à la Fabrique nationale d'Armes d'Herstal ou à l'école d'armurerie. Il était abrité dans l'hôtel de Hayme de Bomal. S'il fut créé pour montrer aux professionnels ce qui se fabriquait dans le monde en matière d'armurerie, il eut pour vocation, depuis les années 1960, d'intéresser le grand public.
L'ancien musée d'Art religieux et d'Art mosan, également appelé MARAM, fut fondé en 1891 par la Société d'art et d'histoire du diocèse de Liège, et agréé par la ville de Liège dès 1976. Ce musée fut hébergé rue Mère-Dieu jusqu'à la création du Grand Curtius.

### Historique du projet de regroupement des collections
Si l'idée de regroupement fut maintes fois évoquée, c'est en 1995 que le projet devint plus précis. À ce moment le regroupement des musées décrits est arrêté sous le nom d'EMAHL, pour « Ensemble muséal d’art et d’histoire de Liège ».
De nombreuses polémiques et recours, principalement architecturaux, émailleront sa conception jusqu'en 2005. Le projet prit entre-temps le nom de « Grand Curtius ». L'aménagement se poursuivit ensuite sans heurts jusqu'à la date d'ouverture, en mars 2009.

## Bâtiments

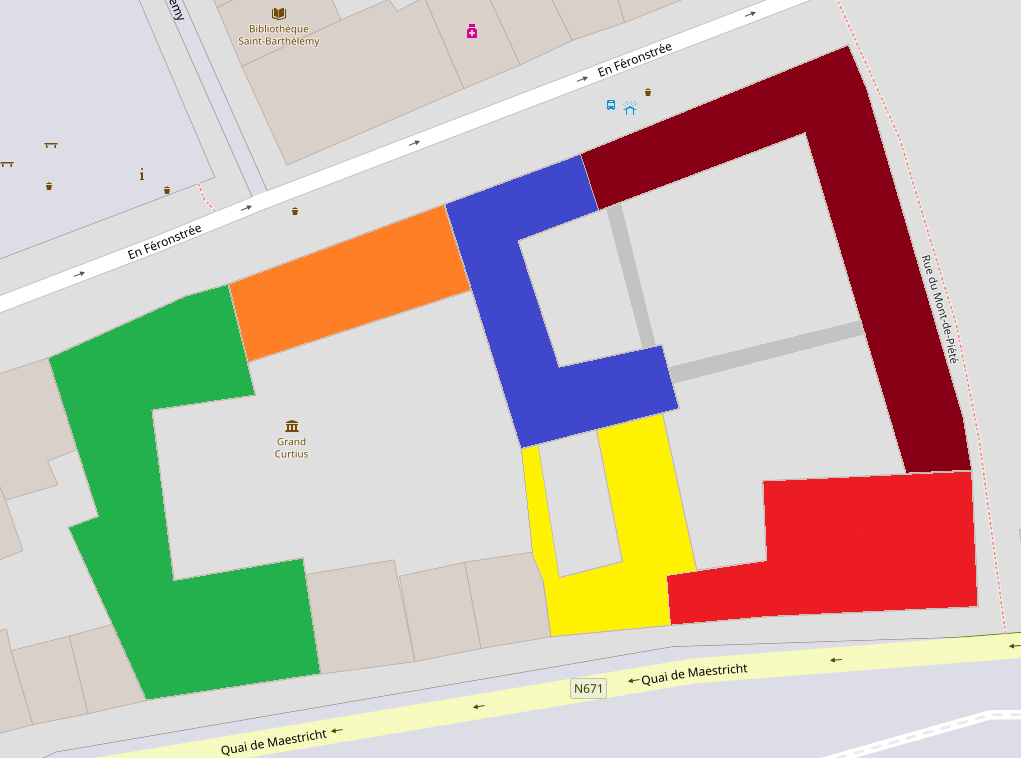
Palais Curtius
Maison Dewilde
Hôtel de Hayme de Bomal
Hôtel Brahy
Nouveaux bâtiments
Résidence Curtius

Le musée est logé dans quatre bâtiments historiques, qui forment un grand bloc entre le fleuve et la collégiale Saint-Barthélemy, à la périphérie du centre-ville de Liège. De 2001 à 2009, le complexe a été restauré et agrandi.

### Palais Curtius
Le palais Curtius, bâtiment principal, ainsi que l'ensemble du musée doivent leur nom à Jean Curtius, le nom latinisé de Jean de Corte. Curtius était un marchand d'armes et de poudre à canon et gagna beaucoup d'argent pendant la guerre de Quatre-Vingts Ans. Il construit entre 1597 et 1605 sur le quai de Maestricht, sur le site d'une ancienne maison canonial, une grande maison en briques rouges contrastant avec la pierre de Namur. Le bâtiment est souvent considéré comme l'archétype du style mosan. Après la mort de Curtius, le bâtiment principal, le palais, est acheté par le mont-de-piété. Le reste du complexe, la résidence Curtius est resté une possession de la famille jusqu'en 1734. À partir de 1909, le Palais Curtius abrite l'ancien Musée Curtius avec sa collection archéologique et d'art religieux. À la suite de l'extension du bâtiment, il est actuellement encore utilisé principalement pour des expositions temporaires.

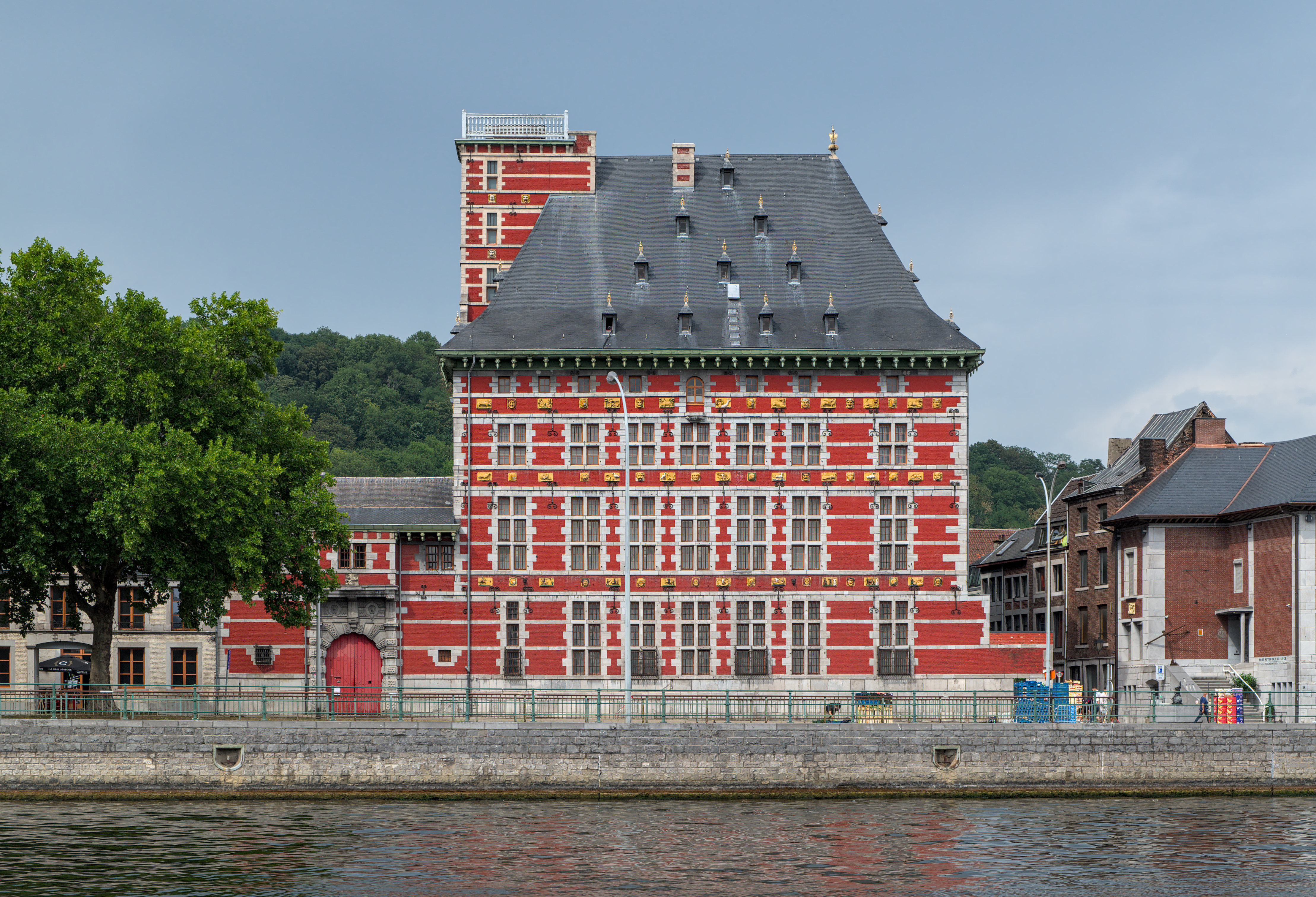
Vue depuis la Meuse.
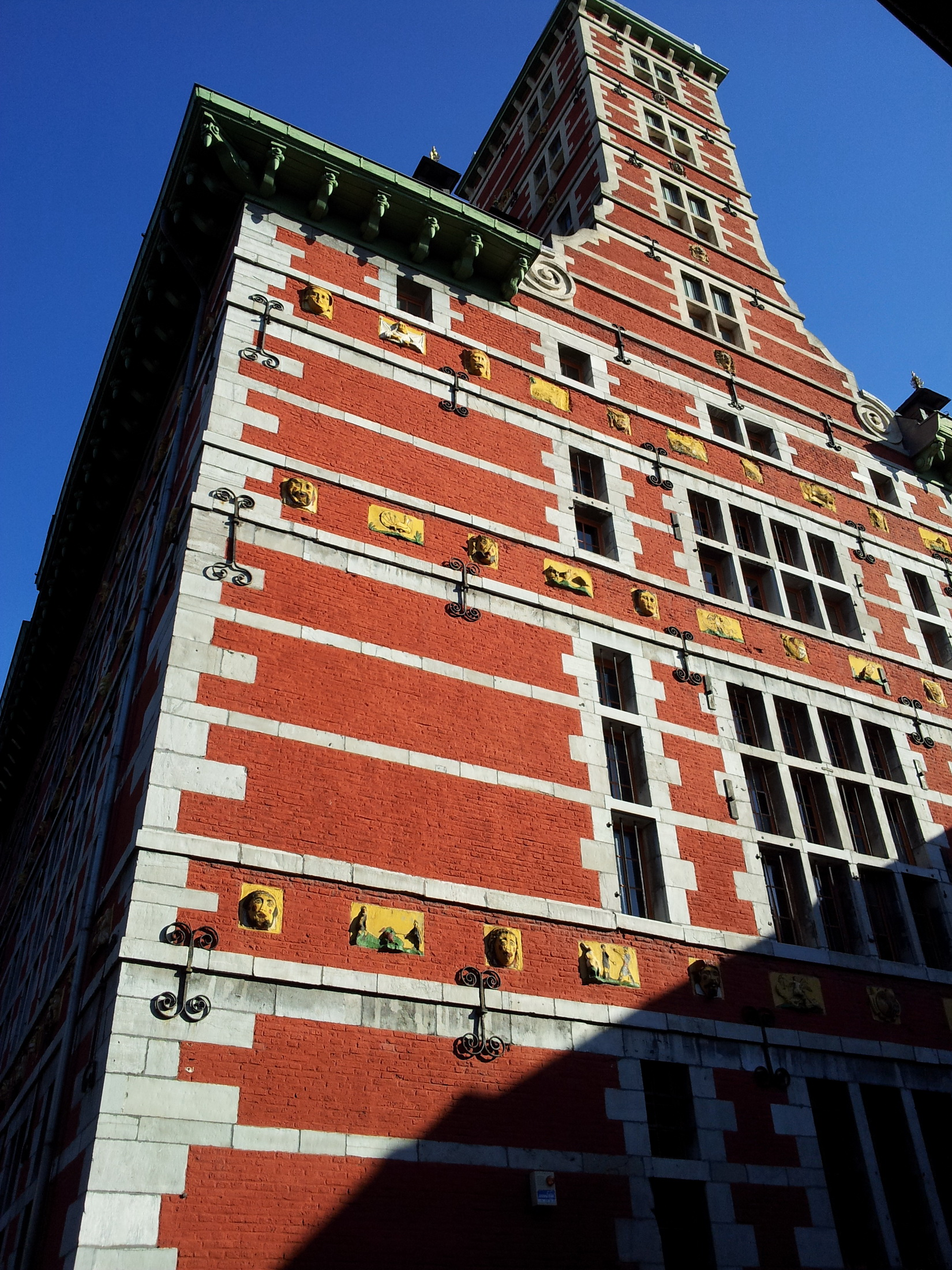
Détail du bâtiment.
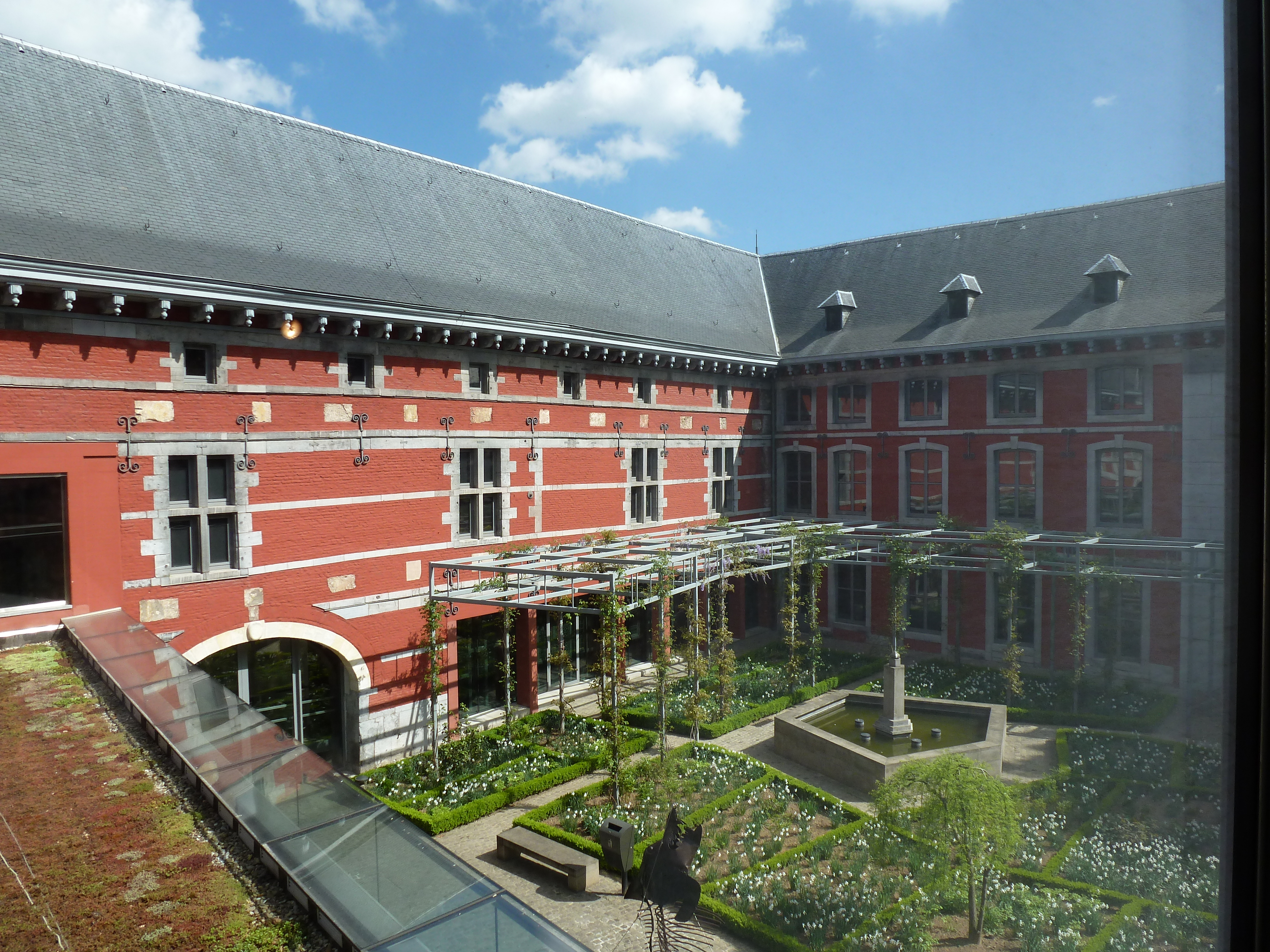
Cour et dépendances.
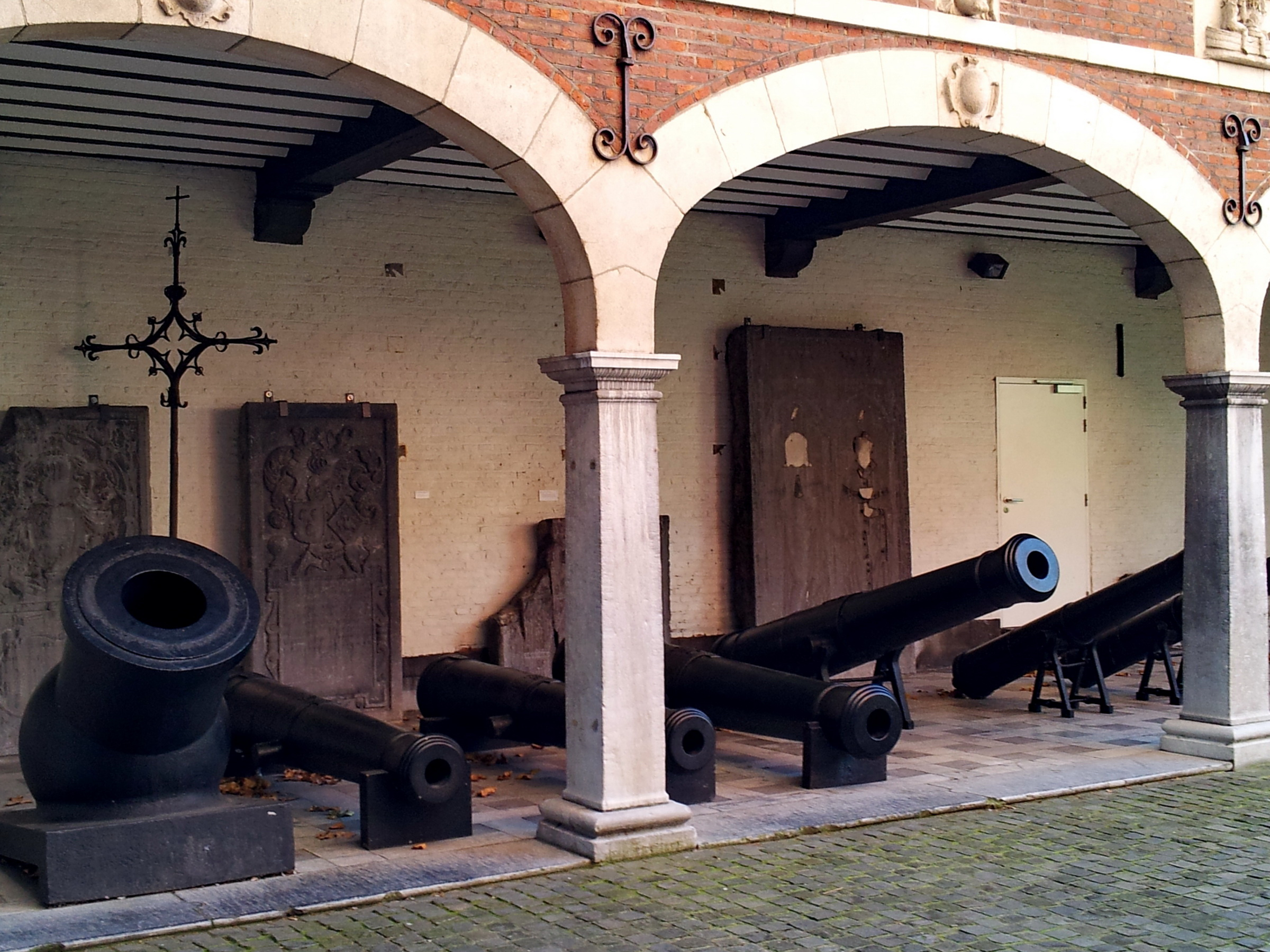
Détail de la cour intérieure.

### Hôtel de Hayme de Bomal
Une autre partie importante de l'actuel Grand Curtius est l'hôtel de Hayme de Bomal, un typique hôtel particulier français dans le style Louis XVI. La maison date de la seconde moitié du XVIIIe siècle et fut construite sur ordre de Jean-Baptiste de Hayme de Bomal d'après les plans de l'architecte liégeois Barthélemy Digneffe. En 1793, le palais est le siège de la préfecture du département Ourthe. Vers 1800, la propriété est richement décorée dans le style Empire avec beaucoup de miroirs et de feuilles d'or. Napoléon Bonaparte y réside plusieurs fois (son portrait peint et celui de sa femme, un buste sculpté et divers souvenirs sont exposés au musée).

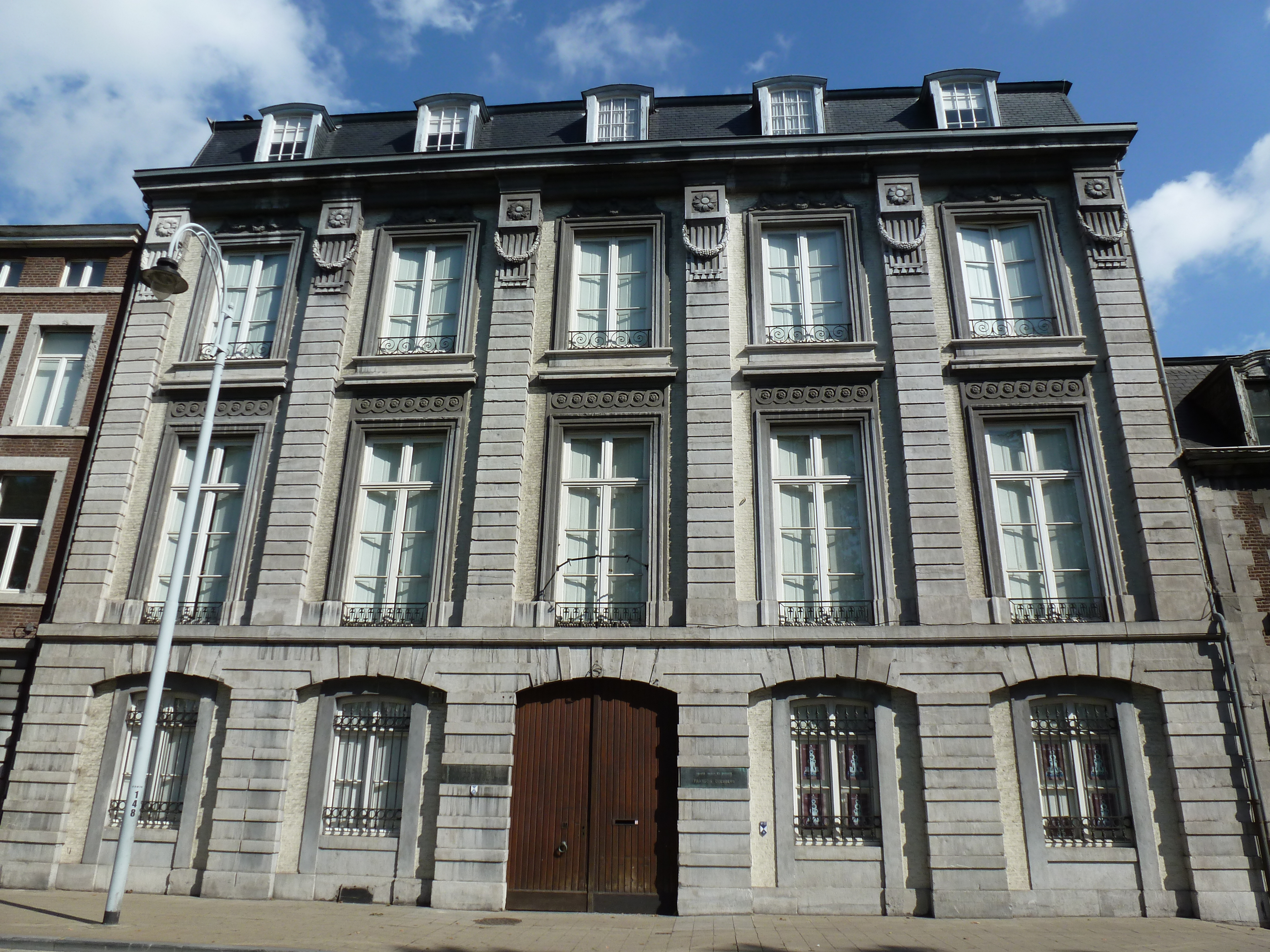
Vue depuis le quai de Maestricht.
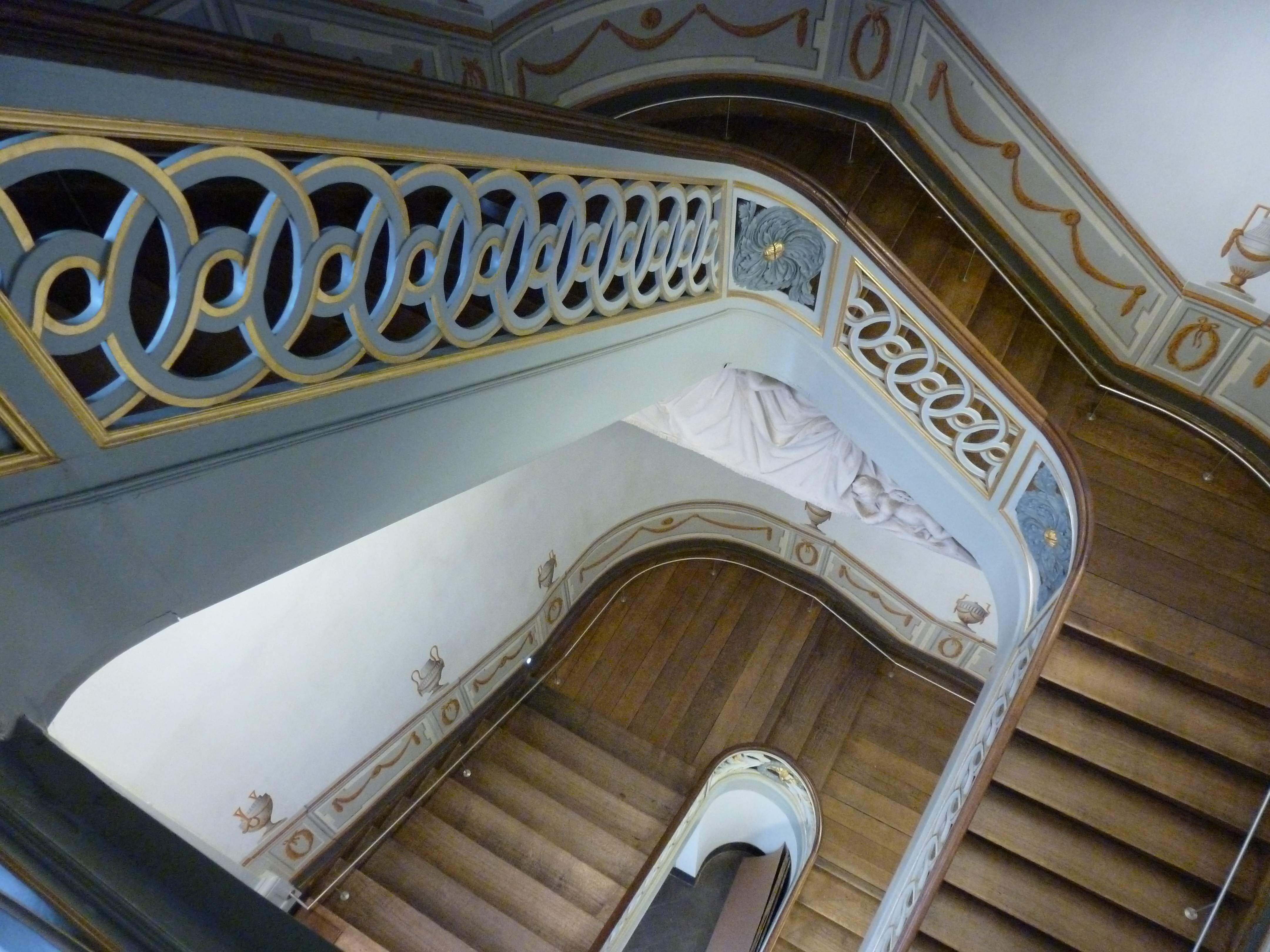
Escalier.
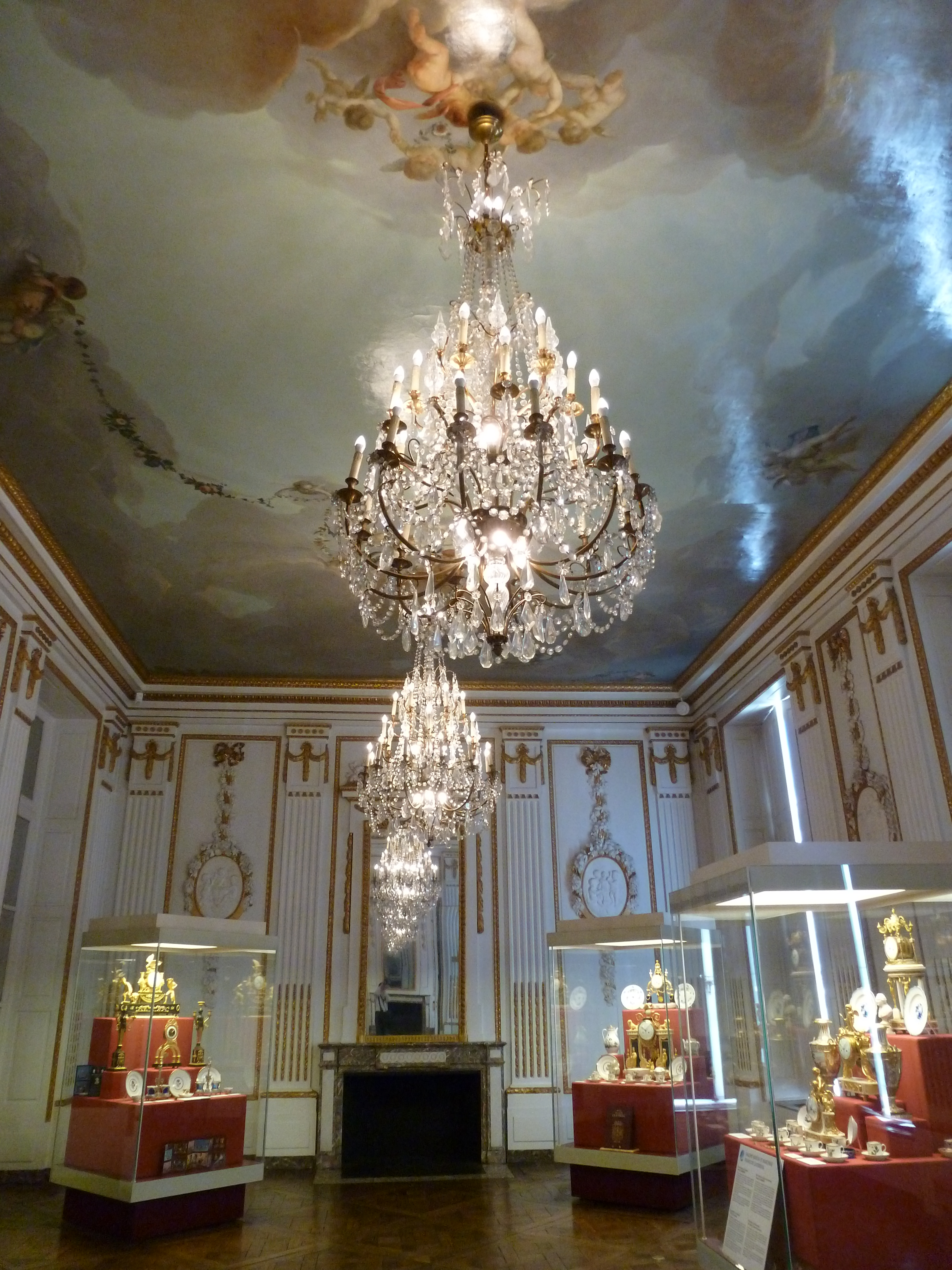
Grand salon.
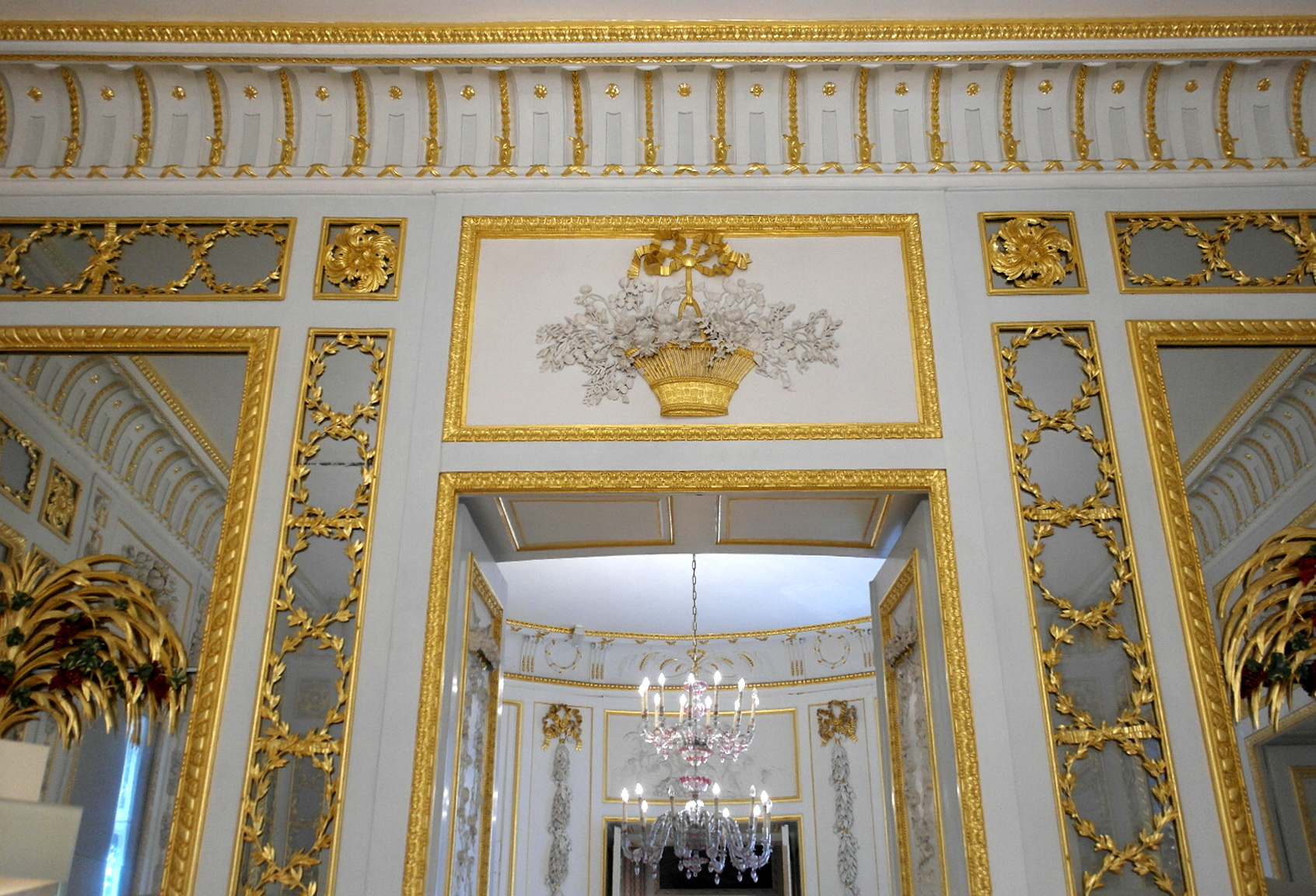
Intérieur de style Empire.

### Autres bâtiments et extension

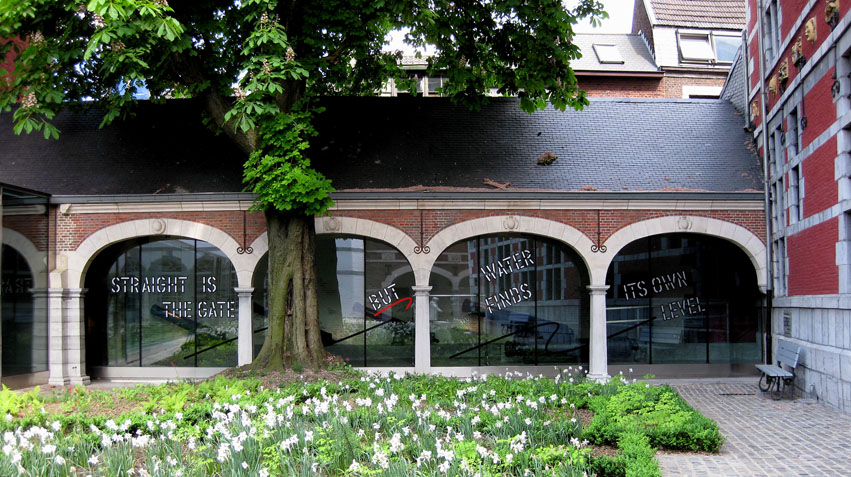
Œuvre de Lawrence Weiner dans le jardin du Grand Curtius.

En plus de ces deux palais, il y a un complexe de bâtiments du XVIIe siècle : l'hôtel Brahy et la maison Dewilde. Les quatre hôtels particuliers ont été considérablement restaurés entre 2001 à 2009. Les bâtiments existants ont été reliés entre eux par une nouvelle construction, où le verre est largement utilisé. Un grand, nouveau volume de construction le long de Féronstrée a été conçu par l'architecte Daniel Dethier dans le style néo-classique, en harmonie avec l'environnement. Entre ces bâtiments se trouvent quelques cours décorées, dont l'une par l'artiste Lawrence Weiner. Le Grand Curtius dispose d'un café-restaurant et d'une boutique de musée.

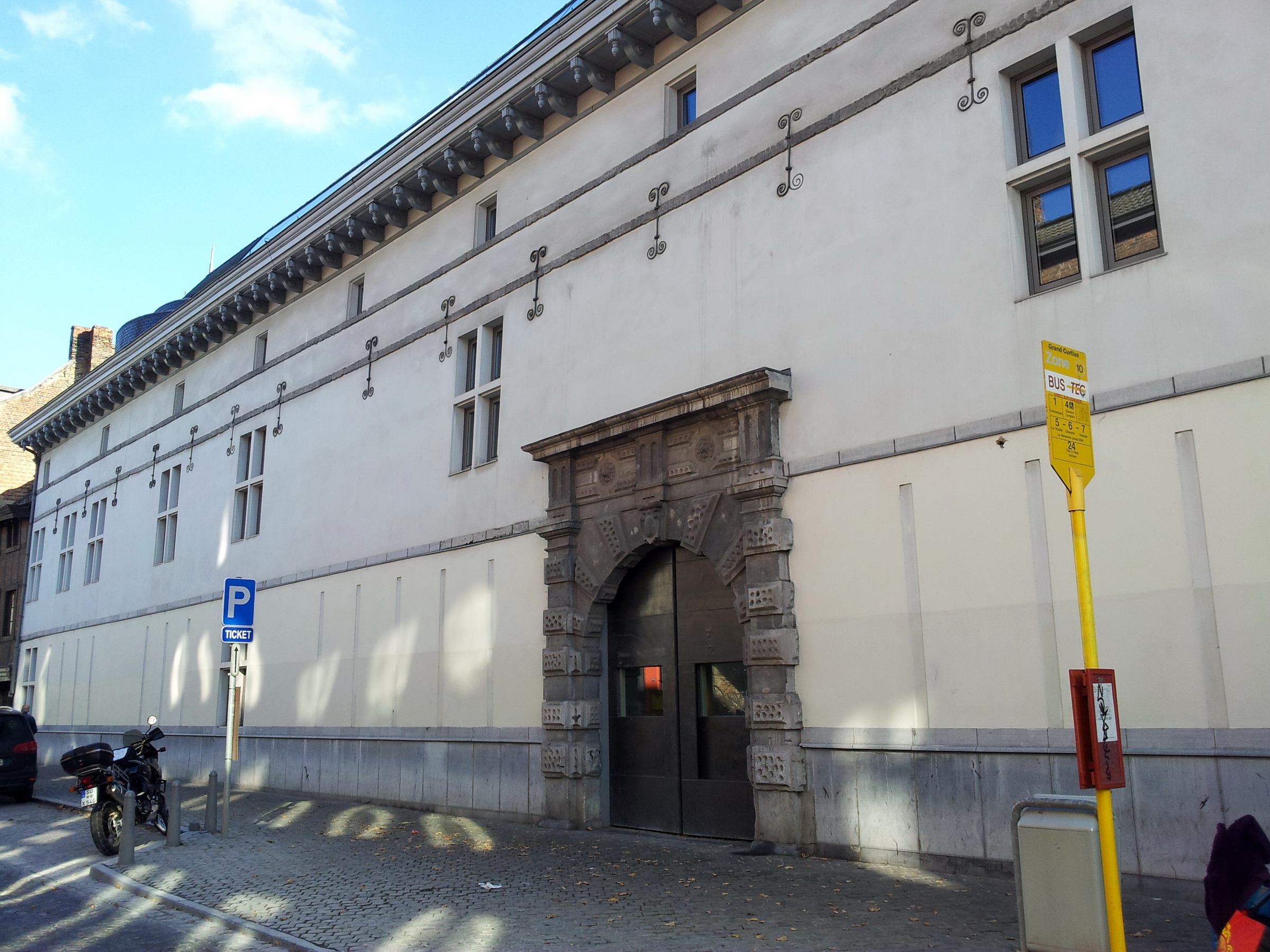
Résidence Curtius ou hôtel Libert en Féronstrée.
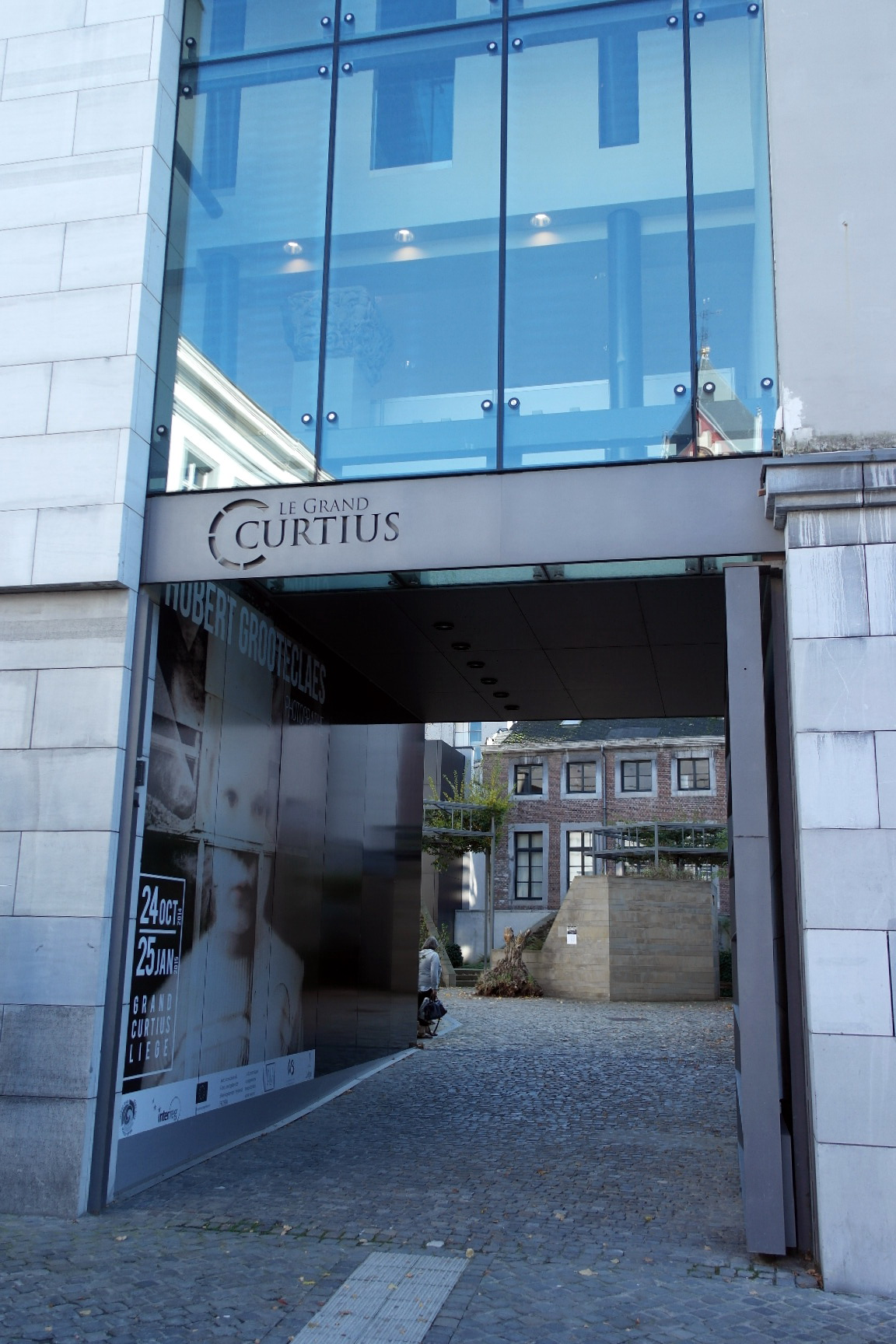
Entrée du musée en Féronstrée.
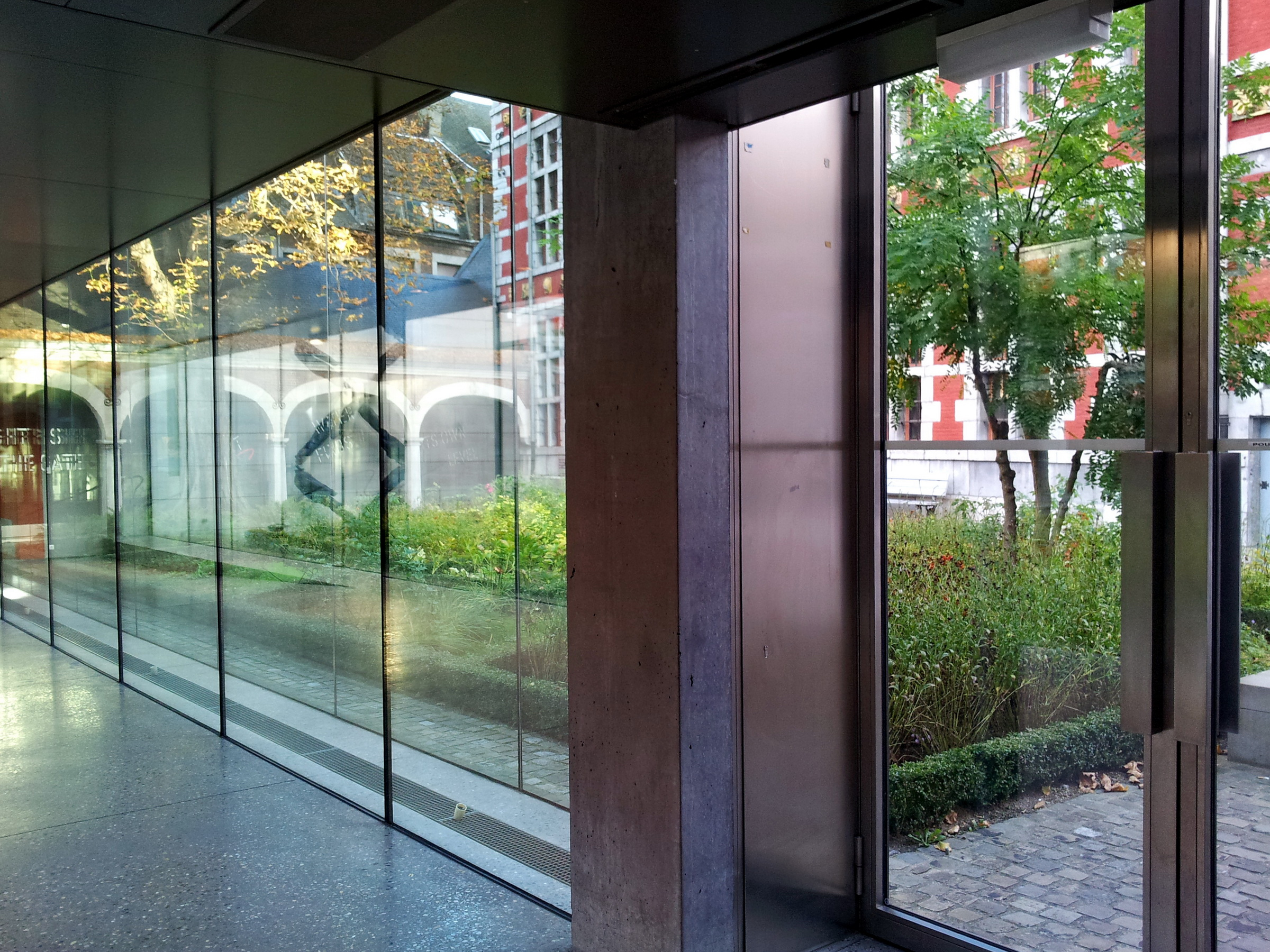
Nouvelle aile et cour.
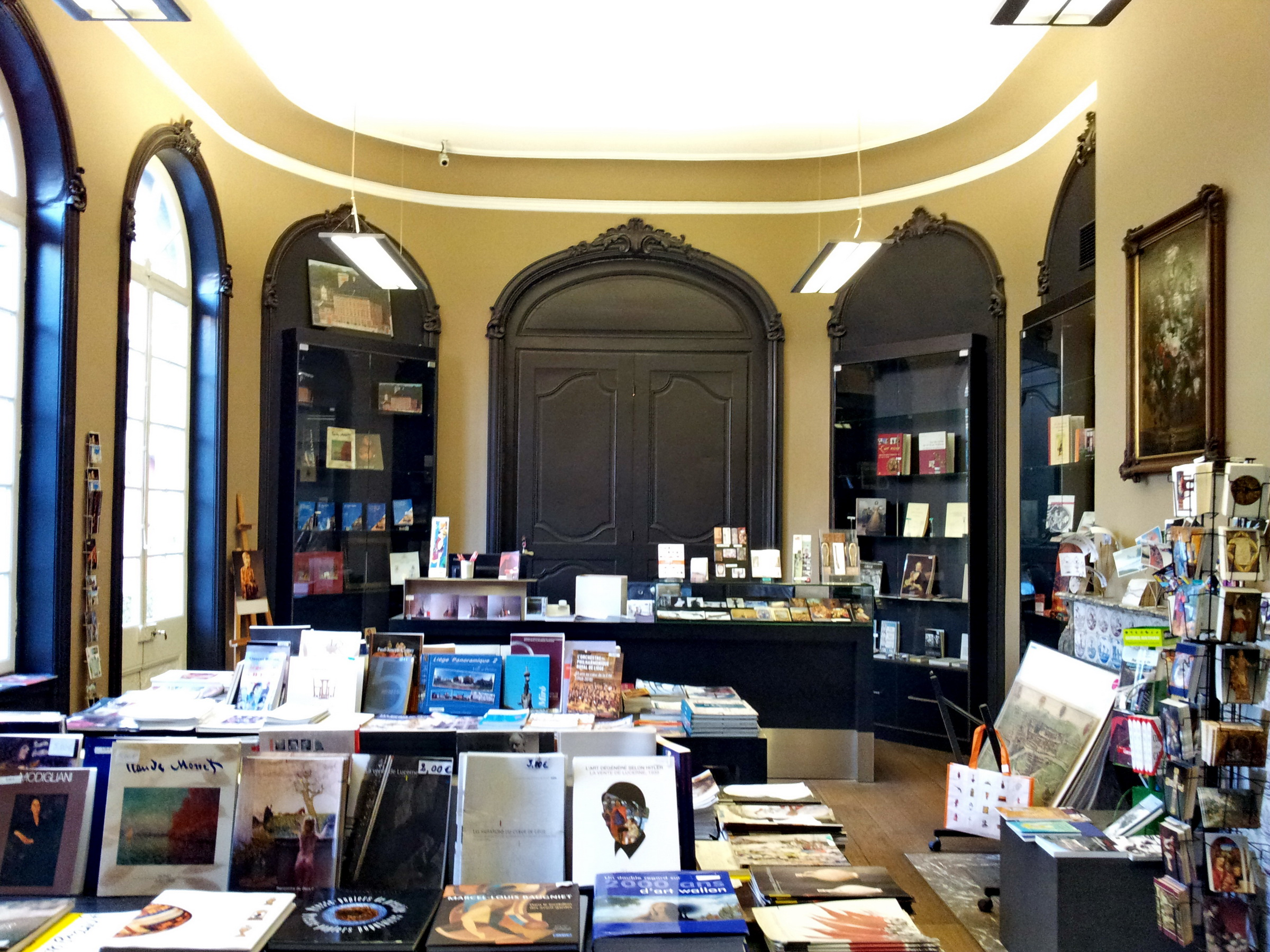
Boutique muséale.

## Collections

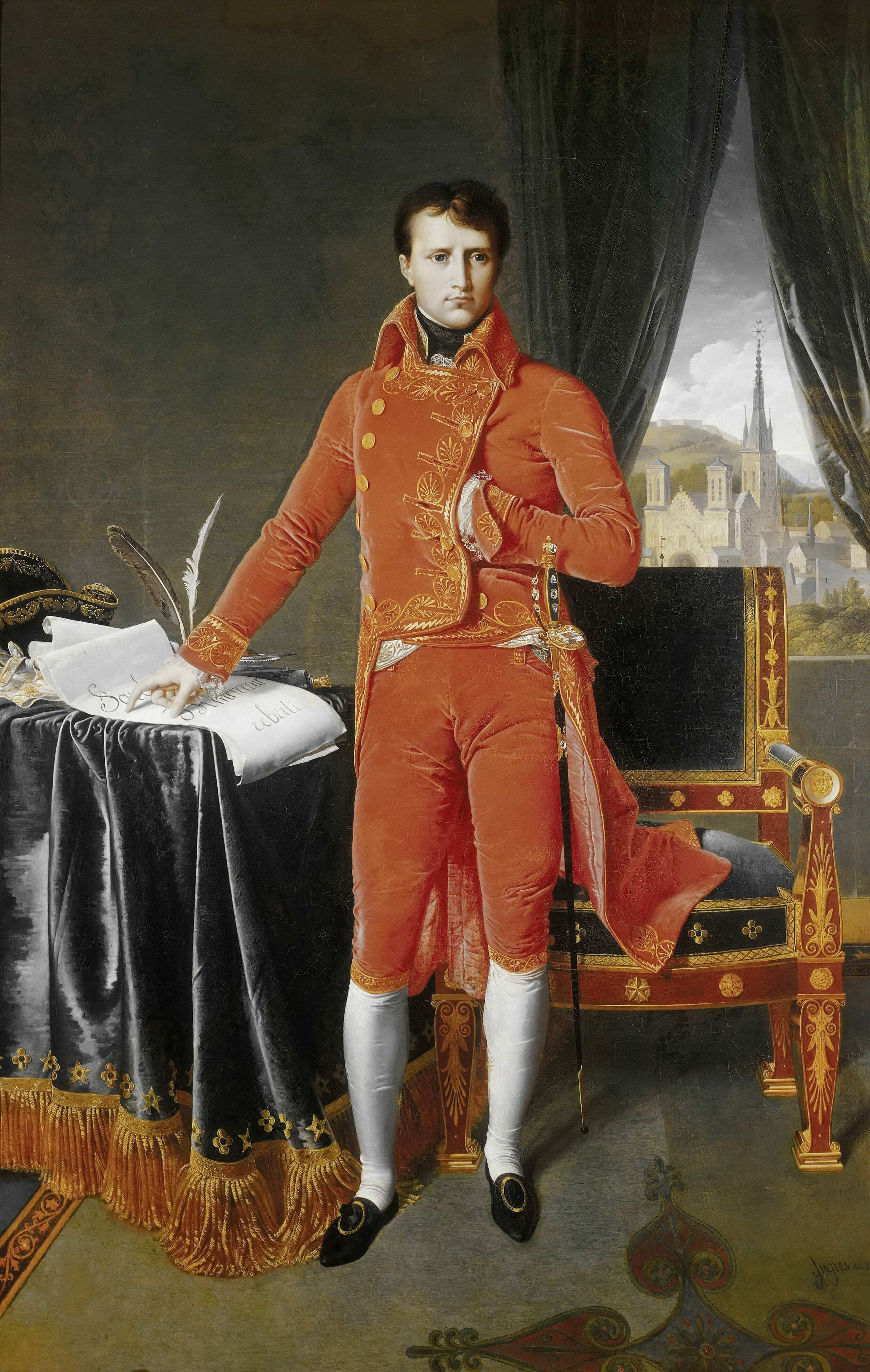
Bonaparte, Premier consul.

Le nouveau musée Grand Curtius regroupe les collections de cinq musées liégeois, cet ensemble muséal est devenu le centre pour les arts appliqués dans l'Euregio Meuse-Rhin.
Le musée possède plus de 100 000 objets d'importance régionale, nationale et internationale, allant des haches en silex préhistoriques aux éventails du XVIIIe siècle. Seule une partie de la collection, environ 5 %, est exposée en permanence dans le musée ordonné. L'ensemble donne un aperçu de plus de 7 000 ans de civilisation humaine : trésors archéologiques de l’Égypte ancienne (ancienne collection de l'université de Liège), objets de l'époque romaine, mérovingienne et franque (collection originale des Musées d'Archéologie et d'Arts Décoratifs), sculptures et orfèvrerie mosanes (collection de l'ancien Musée d'Art et d'Art mosan religieux) et un grand nombre de peintures, sculptures, parties d'ouvrage, meubles, tapisseries et objets de l'époque Renaissance et baroque. Le musée possède également une grande collection de verre ancien (issue de l'ancien Musée du Verre) et l'une des plus importantes collections d'armes anciennes dans le monde (de l'ancien Musée des Armes). En 2007, le musée reçut un don important d'horloges françaises, de verrerie et porcelaine de Sèvres du baron et de la baronne Duesberg (appelé collection Duesberg).
Dans le cadre de la redistribution des collections muséales liégeoises à la suite de l'ouverture du nouveau musée des beaux-arts, La Boverie, certaines peintures du Grand Curtius ont récemment déménagé. Ce déménagement comprend des tableaux de Jan Steen et de Jacob Jordaens ainsi que le fameux portrait de Bonaparte, Premier consul, par Ingres. Le Grand Curtius n'a pas pour vocation d'être un musée d'art, les sculptures et peintures exposées illustrent un épisode de l’histoire de Liège ou font partie de chambres d'époque.
S'étendant sur une superficie d'environ 10 000 mètres carrés, et exposant quelque 5 000 œuvres, le Grand Curtius présente deux parcours. Le premier est chronologique. Le second est thématique et couvre certains domaines particulièrement bien représentés dans le musée.

### Archéologie et histoire
Les collections d'archéologie sont riches notamment de pièces néolithiques et paléolithiques, gallo-romaines et mérovingiennes. La plupart proviennent de fouilles menées en province de Liège (Engis, Haccourt, Liège, Roche-aux-faucons, Omal) et à Spy. Elles retracent l'histoire locale de la préhistoire à la fin de l'époque carolingienne.
Ce département est créé en 1896 à la suite de la volonté de la ville de Liège de fusionner sa propre collection archéologique avec la collection d'objets de l'Institut archéologique liégeois. Pièces marquantes de la collection : crâne d'un homme de Néandertal découvert à Engis en 1829 (c. 5 300 av. J.-C.), peigne en os de l'époque néolithique, une table d'offrandes égyptienne (Moyen Empire égyptien (c. 2 000 av. J.-C.), vase-buste gallo-romain (Ier-IIIe siècle), un dodécaèdre (IVe siècle), l'arc de Glons (VIIe siècle), divers livres et manuscrits médiévaux et un modèle de la cathédrale Saint-Lambert démoli après 1789.

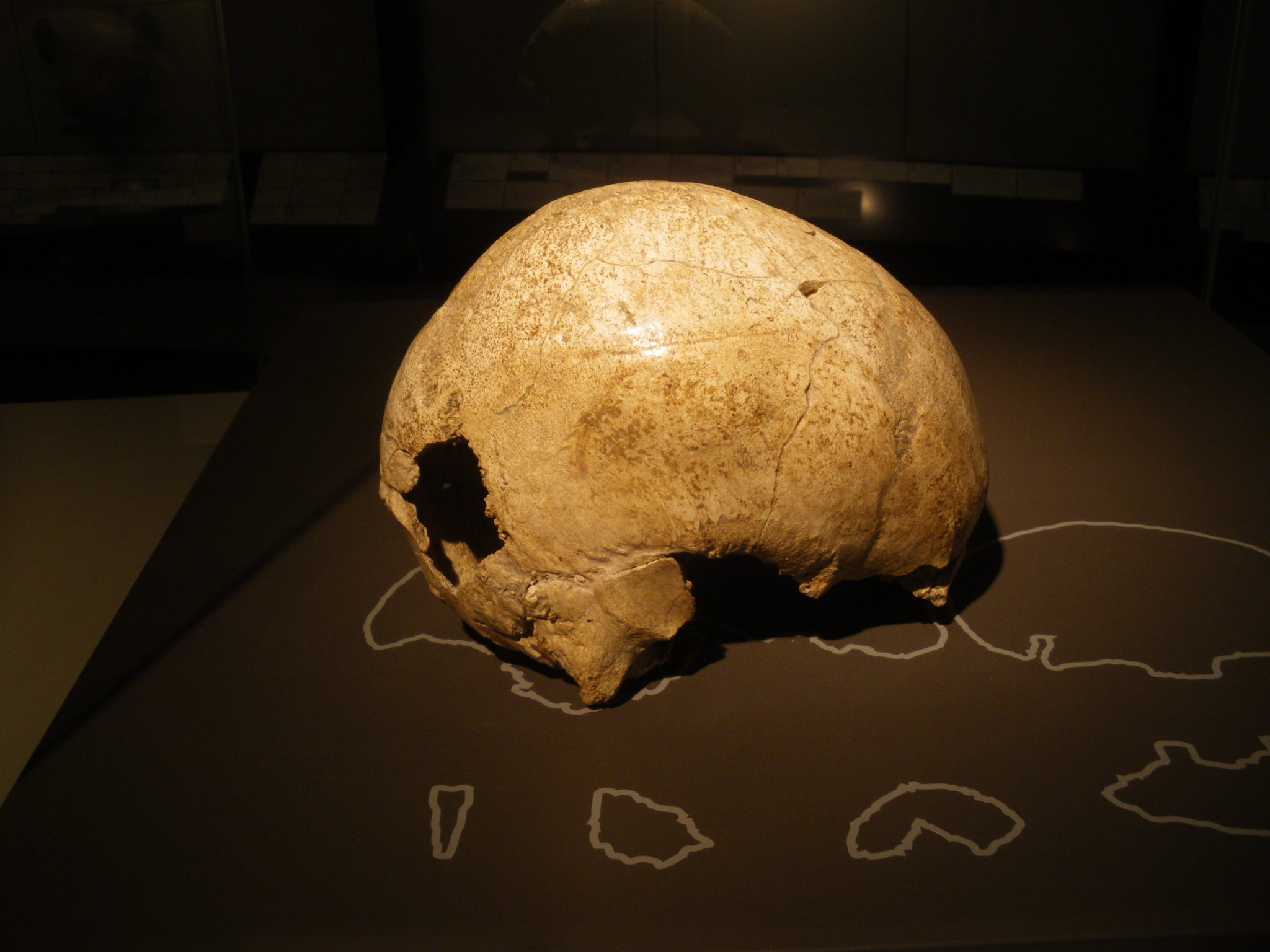
Crâne d'un homme de Néandertal.
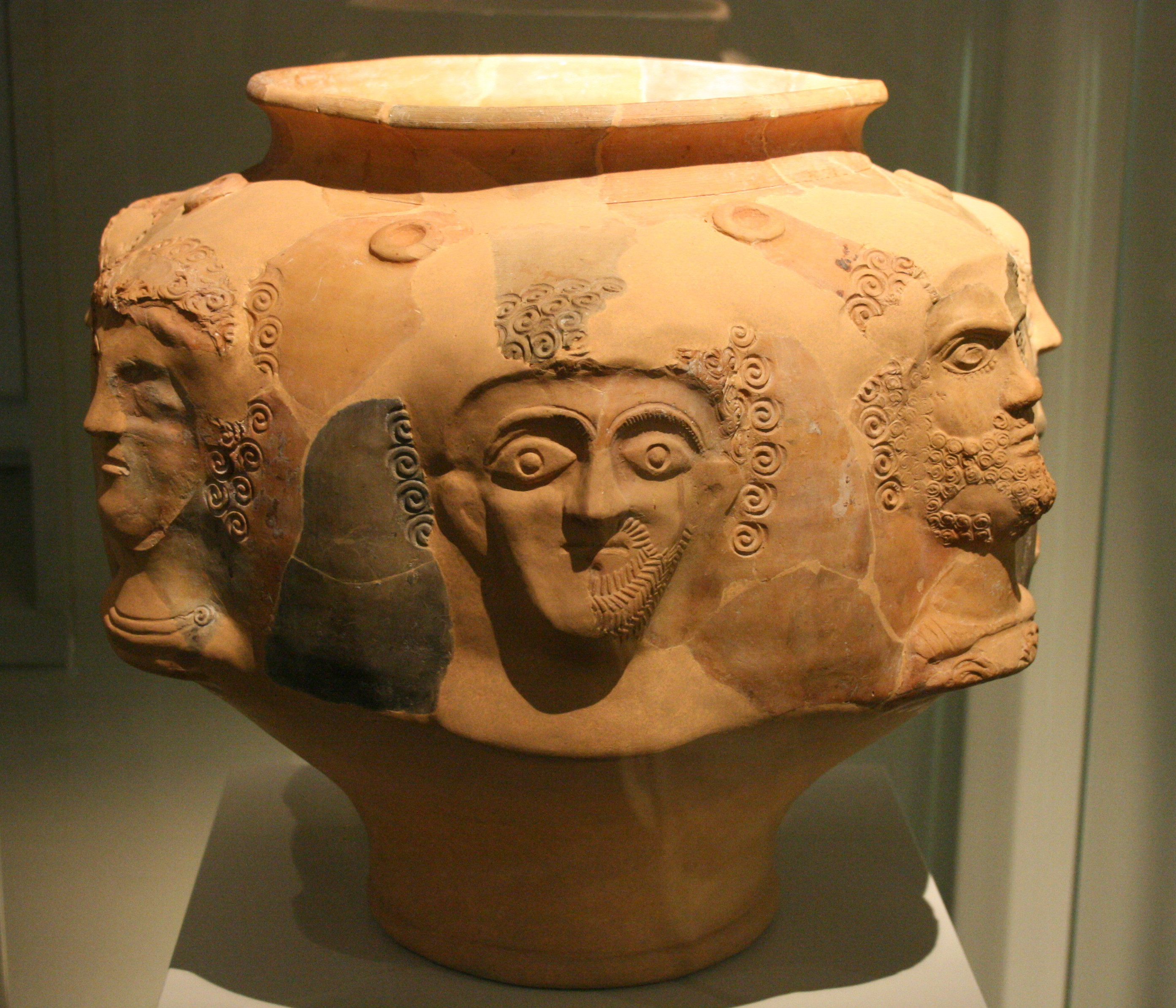
Vase-buste gallo-romain.
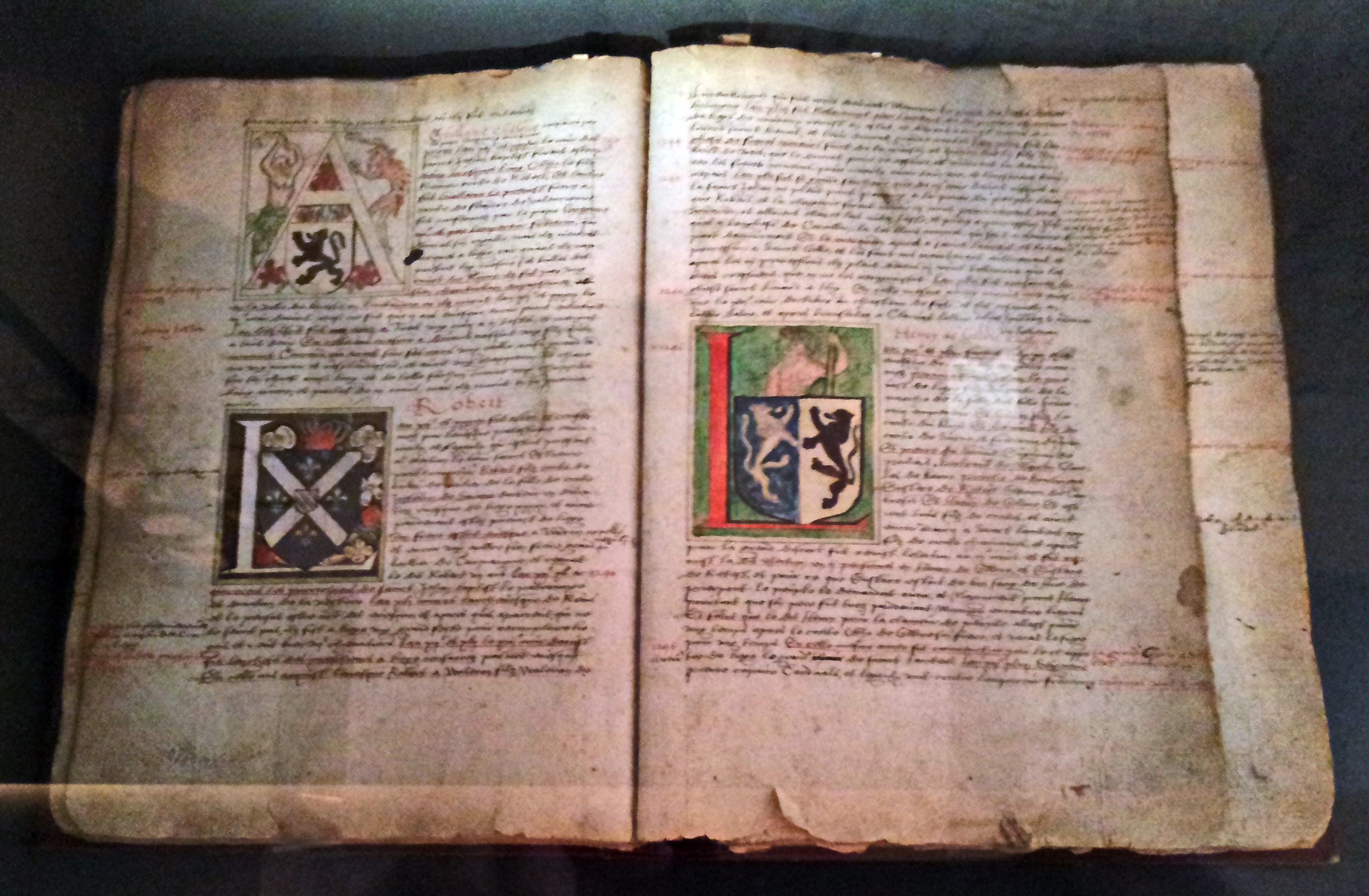
Ouvrage liégeois (c. 1565).

### Art religieux et art mosan

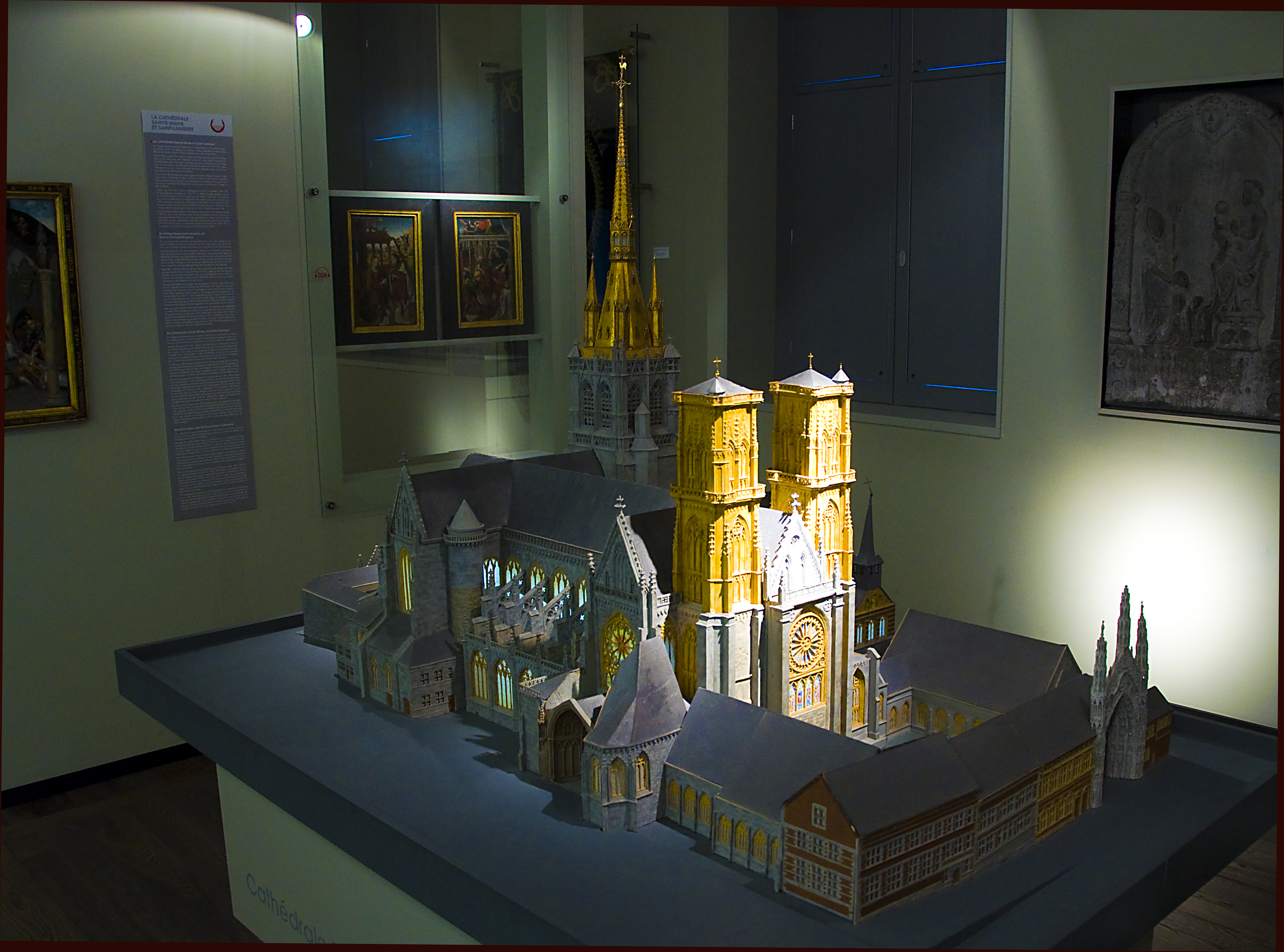
Datée de 1970, une maquette de la Cathédrale Notre-Dame-et-Saint-Lambert de Liège, ici comme vue du Palais des Prince-évêques, montre les tours de sables en tuffeau.

L'art religieux, issu des collections du musée d'art religieux et d'art mosan et de l'ancien musée Curtius, est plus particulièrement représenté par ses pièces d'art mosan mais, plus globalement, la section présente l'évolution de l'art religieux dans l'ancien diocèse de Liège, suivant les grands courants artistiques du Haut Moyen Âge au début du XXe siècle.
Y sont notamment présentées des sculptures sur bois, des manuscrits, des pièces d'orfèvrerie mosane et liégeoise, des bronzes, des peintures des écoles wallonne, flamande, italienne, allemande et française, des tissus orientaux et des ornements liturgiques du VIIIe au XIXe siècle.
Une section du musée est consacrée à saint Lambert : elle regroupe les principaux souvenirs historiques et iconographiques liés au Saint, ainsi qu'une maquette au 1/100 de l'ancienne cathédrale Notre-Dame-et-Saint-Lambert détruite à partir de 1794 pendant la révolution liégeoise.
Enfin, une salle consacrée à la franc-maçonnerie à Liège termine le parcours, exposant des pièces prêtées par les musées maçonniques et les principales loges de Liège.
Les œuvres majeures de cette collection sont les chapiteaux sculptés de la cathédrale Saint-Lambert (XIIe siècle), le Secret d'Apollon ou la Pierre Bourdon (tympan du XIIe siècle), La Vierge de Dom Rupert (bas-relief du XIIe siècle), plusieurs crucifix en bois et Vierge à l'Enfant (XIe et XIIIe siècles), l'Évangéliaire dit de Notger (orfèvrerie du Xe siècle), l'Évangéliaire d'Arenberg (XIIe siècle) et le triptyque-reliquaire de la Sainte-Croix (XIIe siècle).

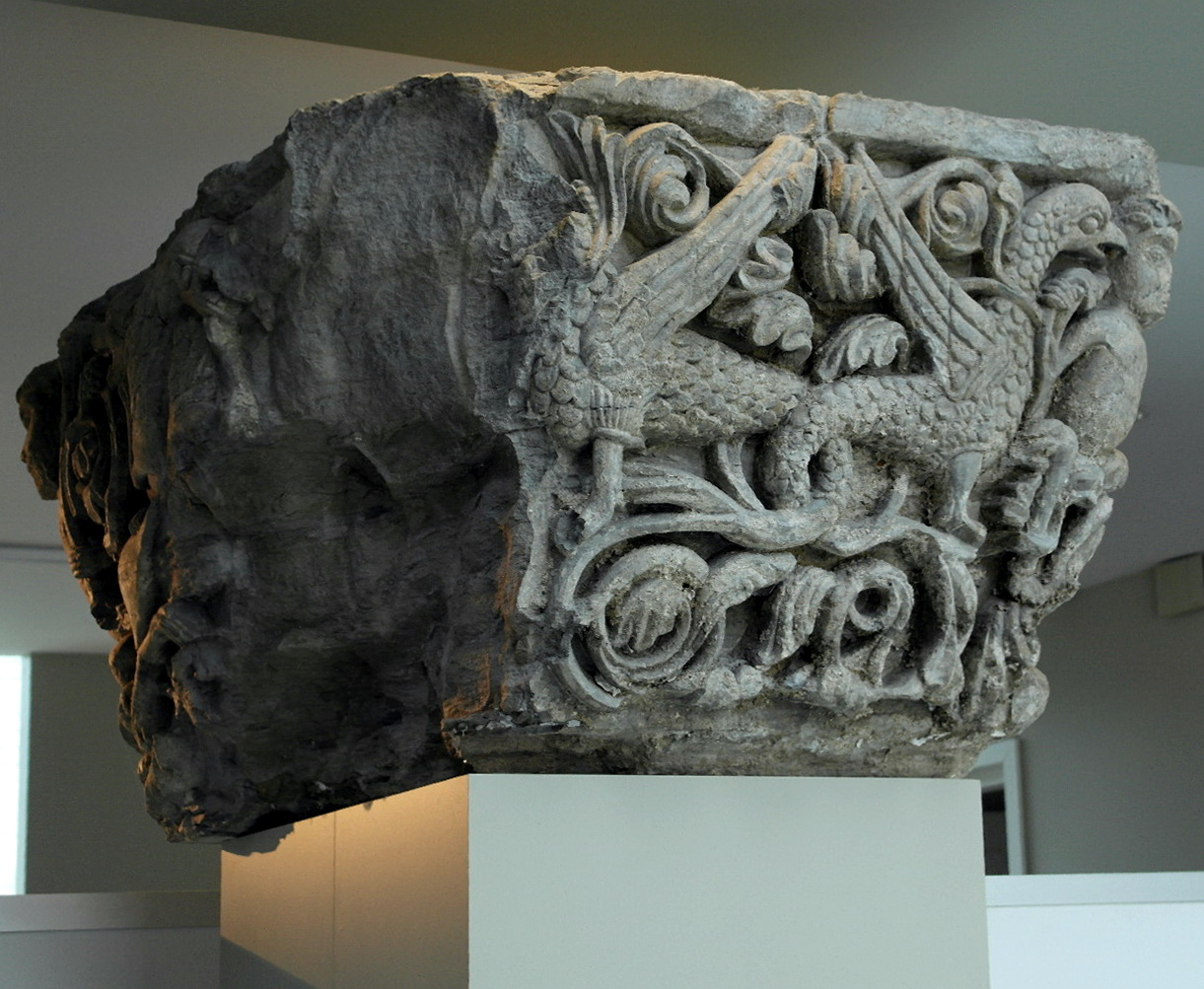
Chapiteaux sculptés de la cathédrale Saint-Lambert.
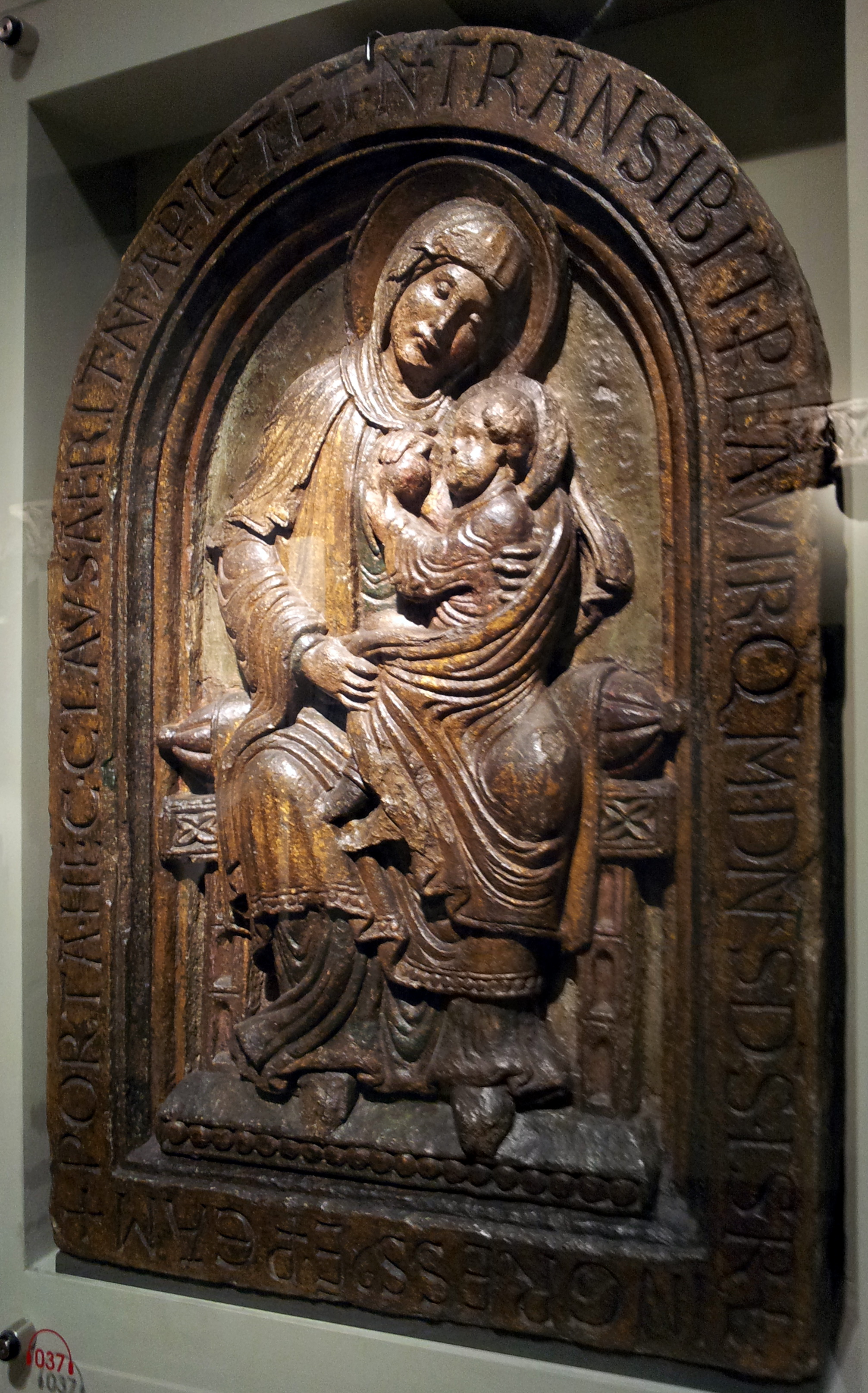
La Vierge de Dom Rupert.
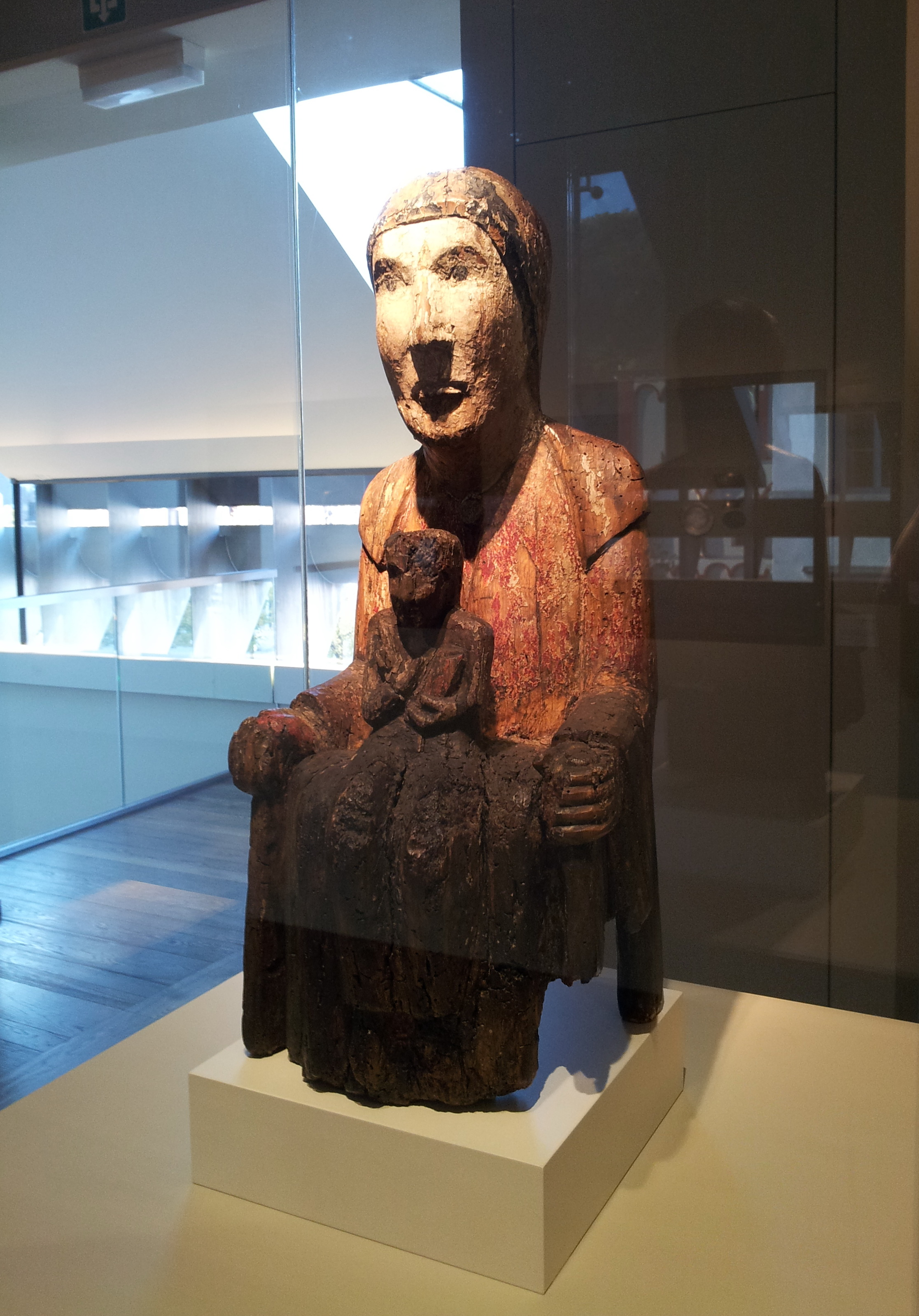
Vierge à l'Enfant d'Évegnée.
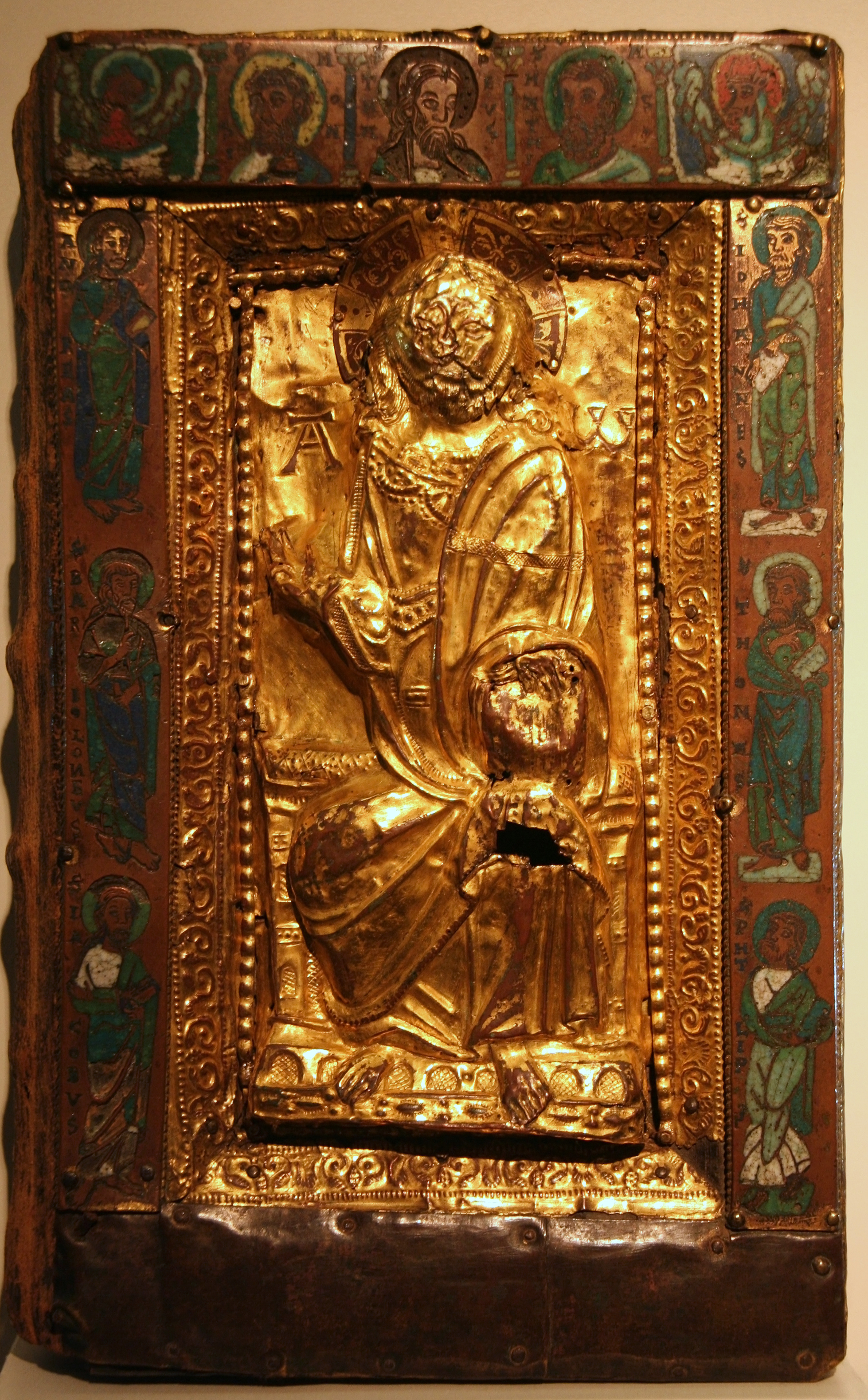
Évangéliaire d'Arenberg.

### Art gothique
Le Grand Curtius possède une importante collection de sculptures et reliefs gothiques et gothique tardif. Parmi les pièces intéressantes : il convient de noter sont les sculptures romano-gothique du XIIIe siècle, un saint pape inconnu du début du XIVe siècle, une Vierge à l'Enfant grandeur nature de la fin du XIVe siècle, un Ioannes in Disco (la tête de Jean-Baptiste dans un plat) de Jan de Steffeswert de 1508 et plusieurs fragments de retables des Pays-Bas méridionaux du XVe et XVIe siècles.
Aux mains de l'historien et peintre Jules Helbig, le musée acquiert des peintures de primitifs flamands comprenant la Vierge à l'enfant d'un peintre anonyme d'autour de 1475. Une autre œuvre importante de cette période est le dessin d'une vierge à l'enfant dans un intérieur d'église, de la région de Jan van Eyck.

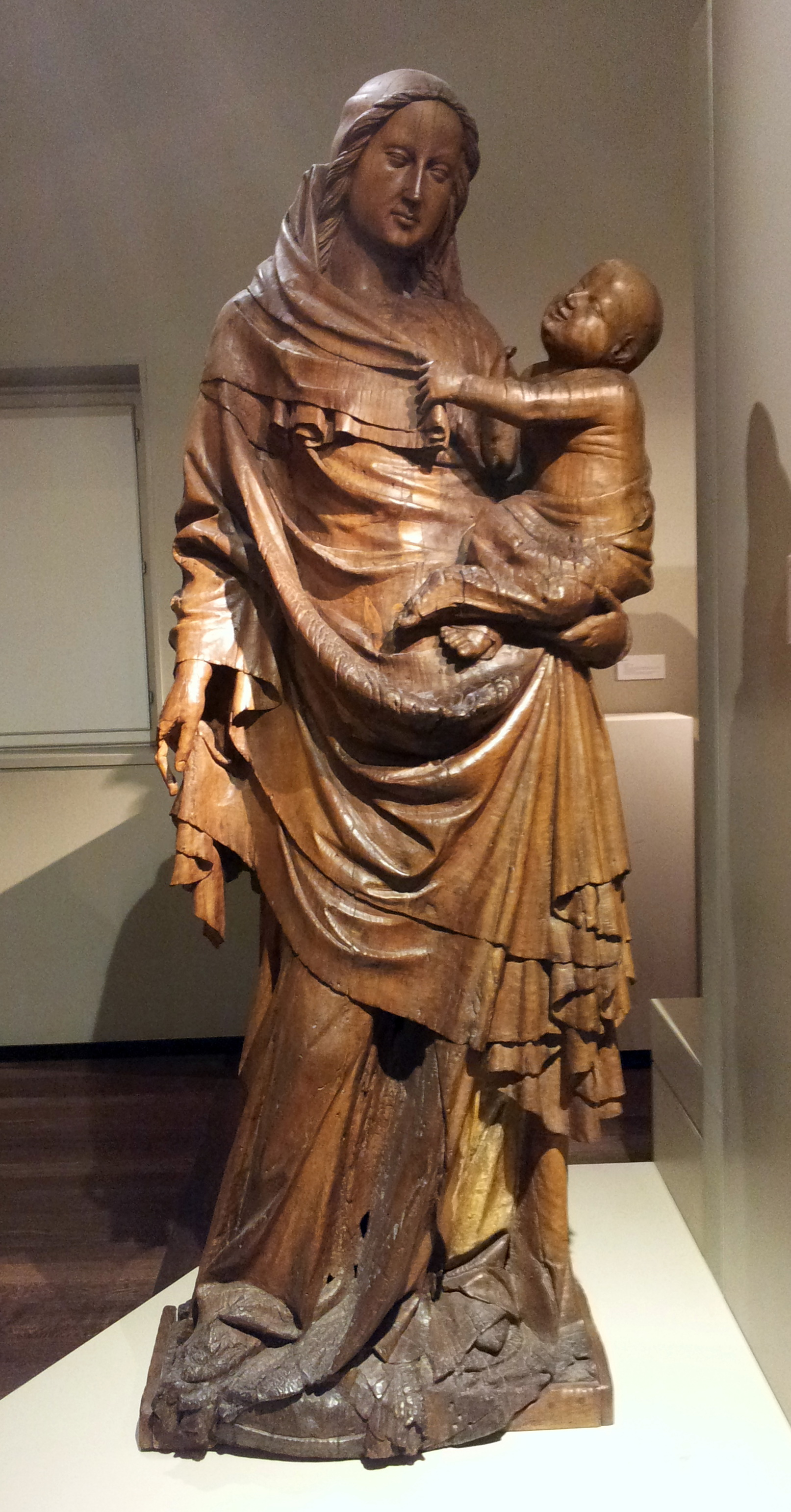
Vierge à l'Enfant.
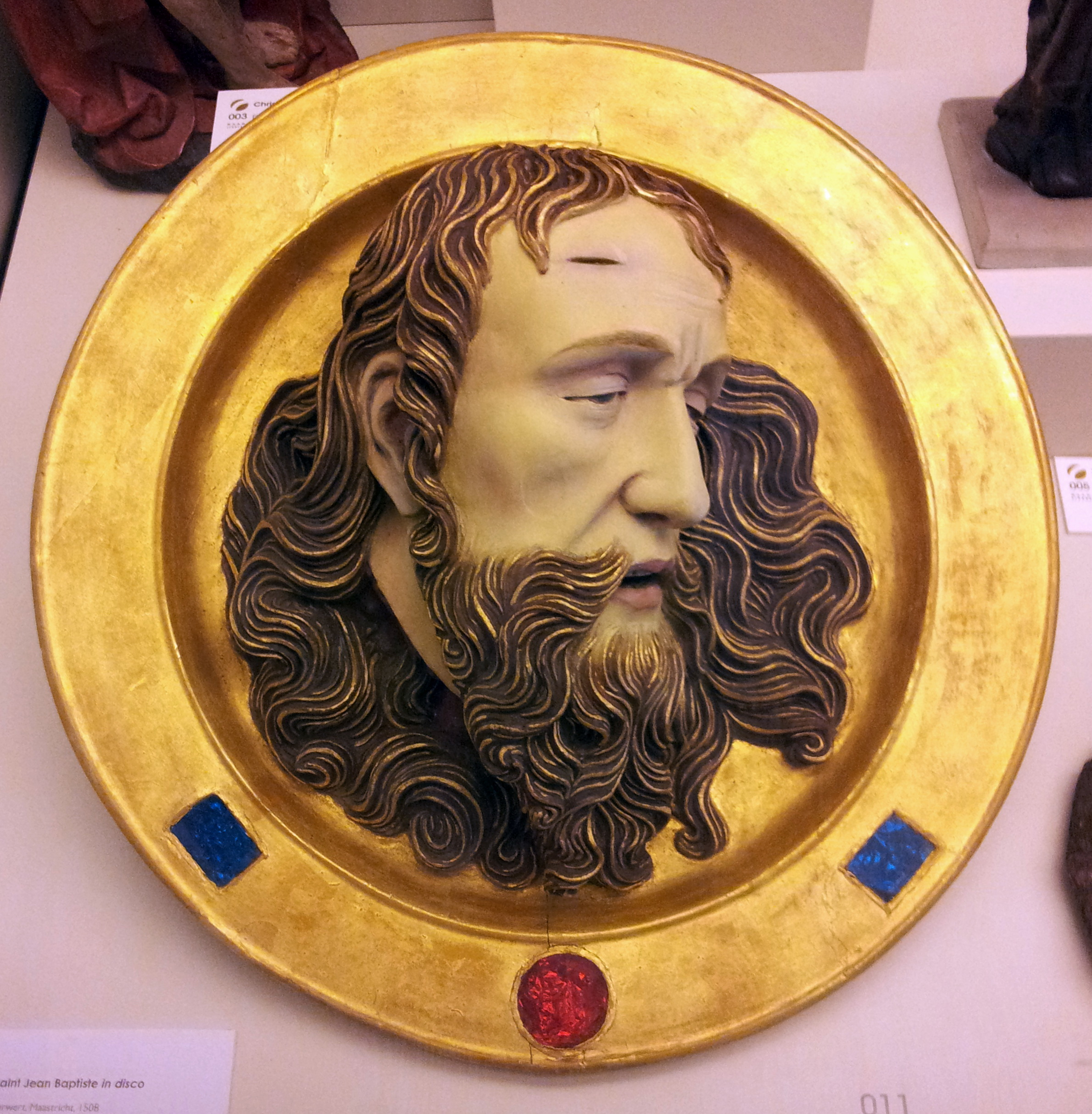
Ioannes in Disco.
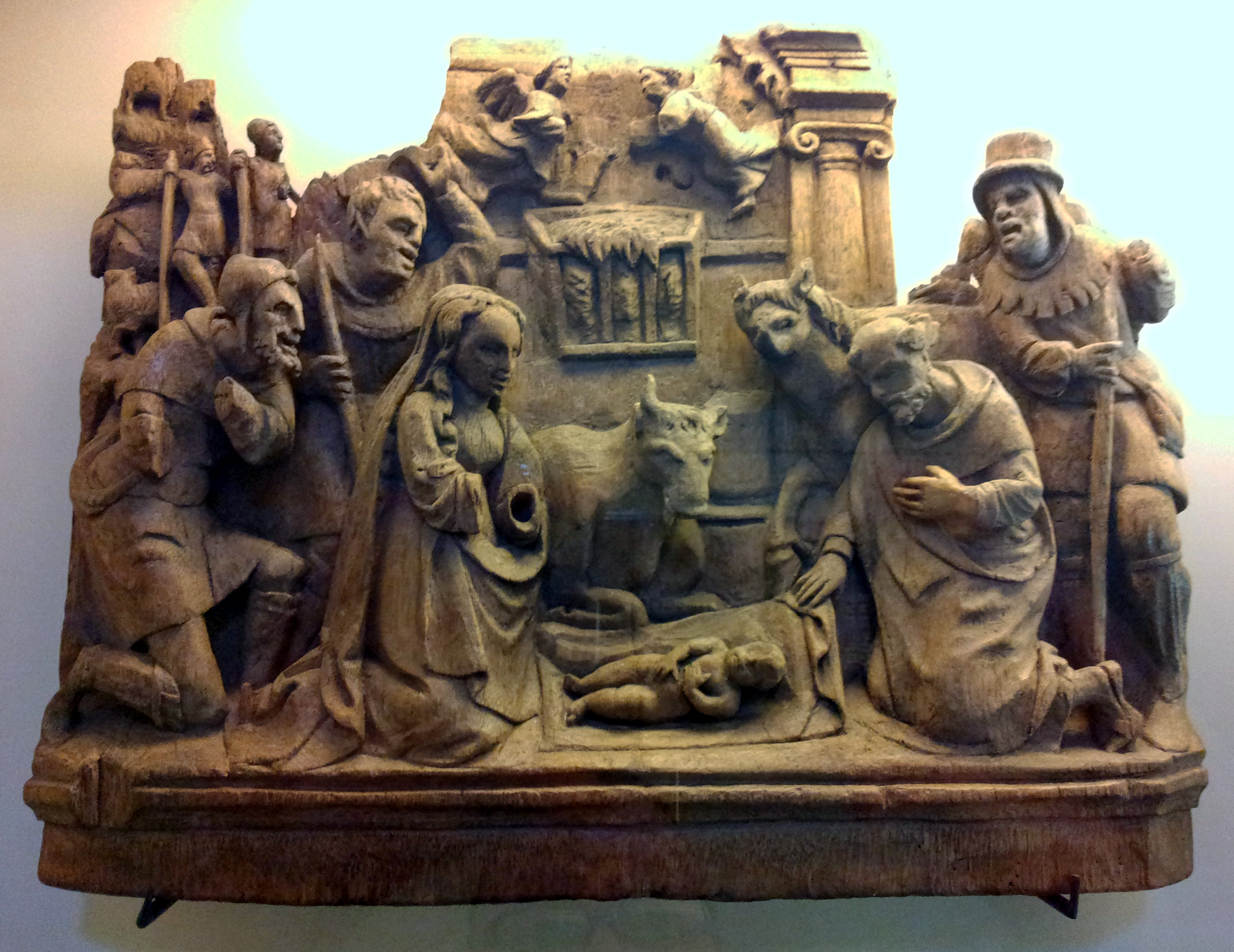
Retables.
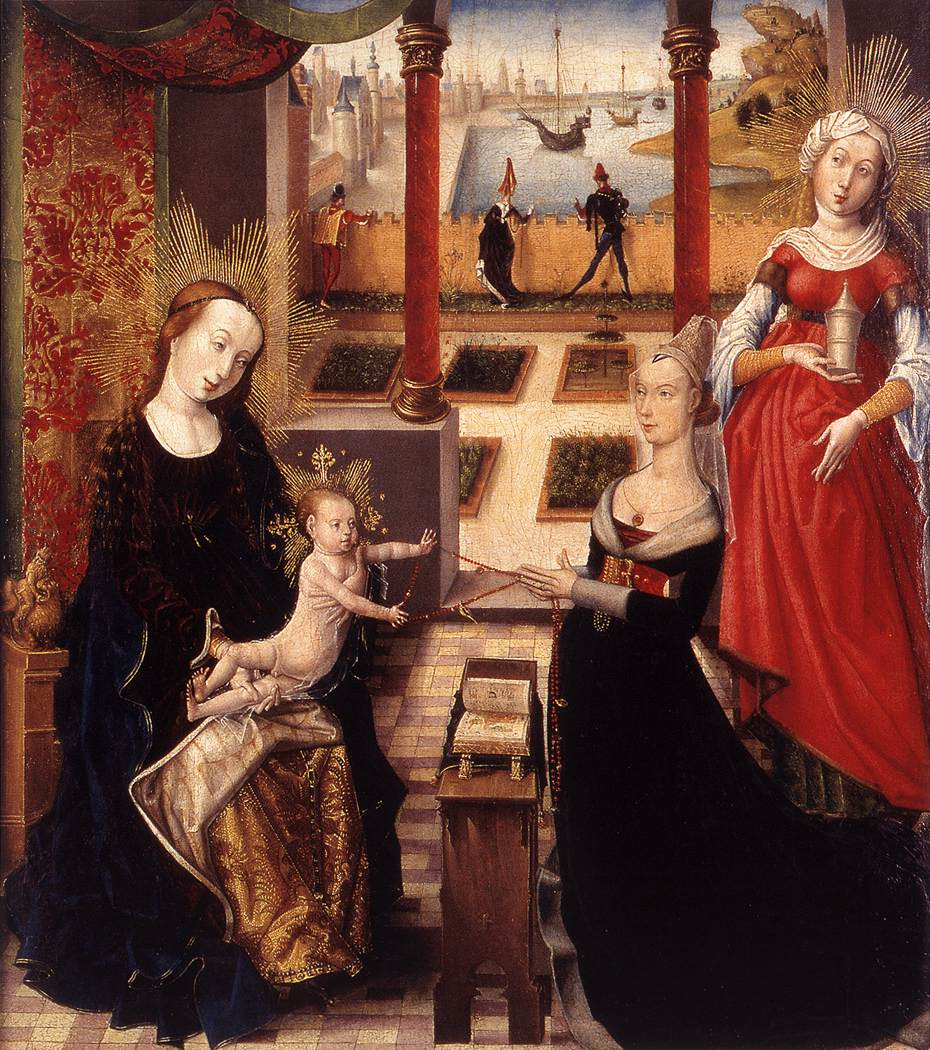
Vierge à l'Enfant.

### Renaissance liégeoise
Le style mosan, après une transition du gothique par le gothique tardif, s'est développé à Liège au XVIe siècle sous le règne de Érard de La Marck. De cette époque qui comprend le palais des princes-évêques (d'Arnold Mulken après 1526), l'hôtel de Cortenbach (vers 1540) et, un peu plus tard, le portail de l'église Saint-Jacques-le-Mineur (Lambert Lombard en 1558). Lambert Lombard, en plus d'être architecte, était également peintre. Il peint notamment une série de 8 tableaux connus sous le nom de Femmes Vertueuses qui décoraient les bâtiments de l’abbaye de Herkenrode, le Grand Curtius possède quatre de ces huit tableaux. Le musée possède également un certain nombre de sculptures de la Renaissance en marbre noir de Theux et un collier de guilde précieux de 1525-1530.

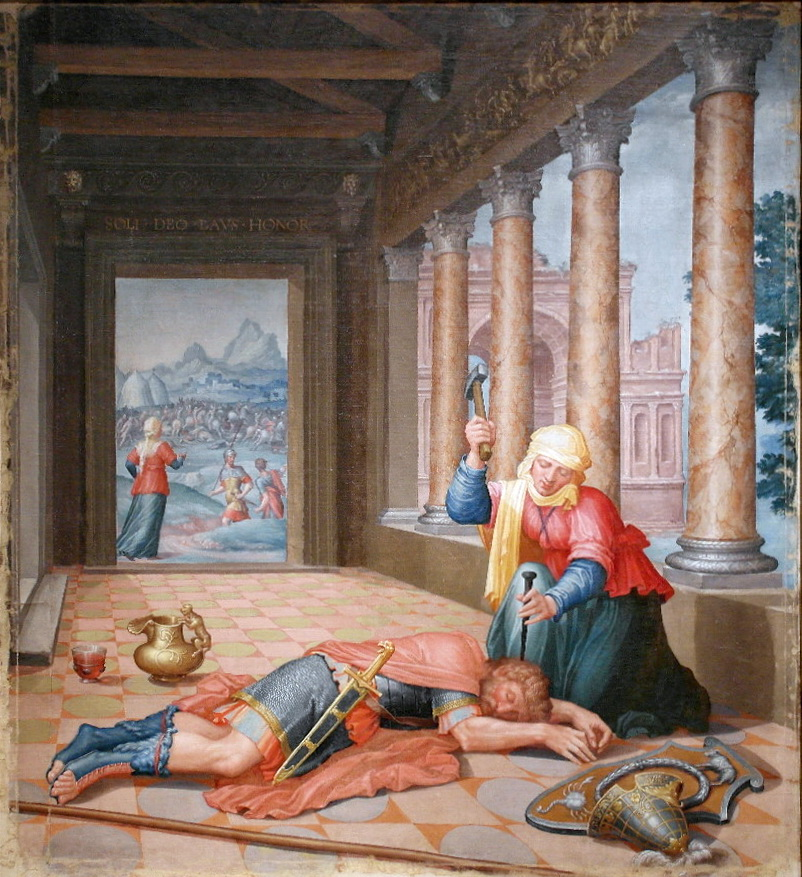
Jaël (Lambert Lombard, c. 1530).
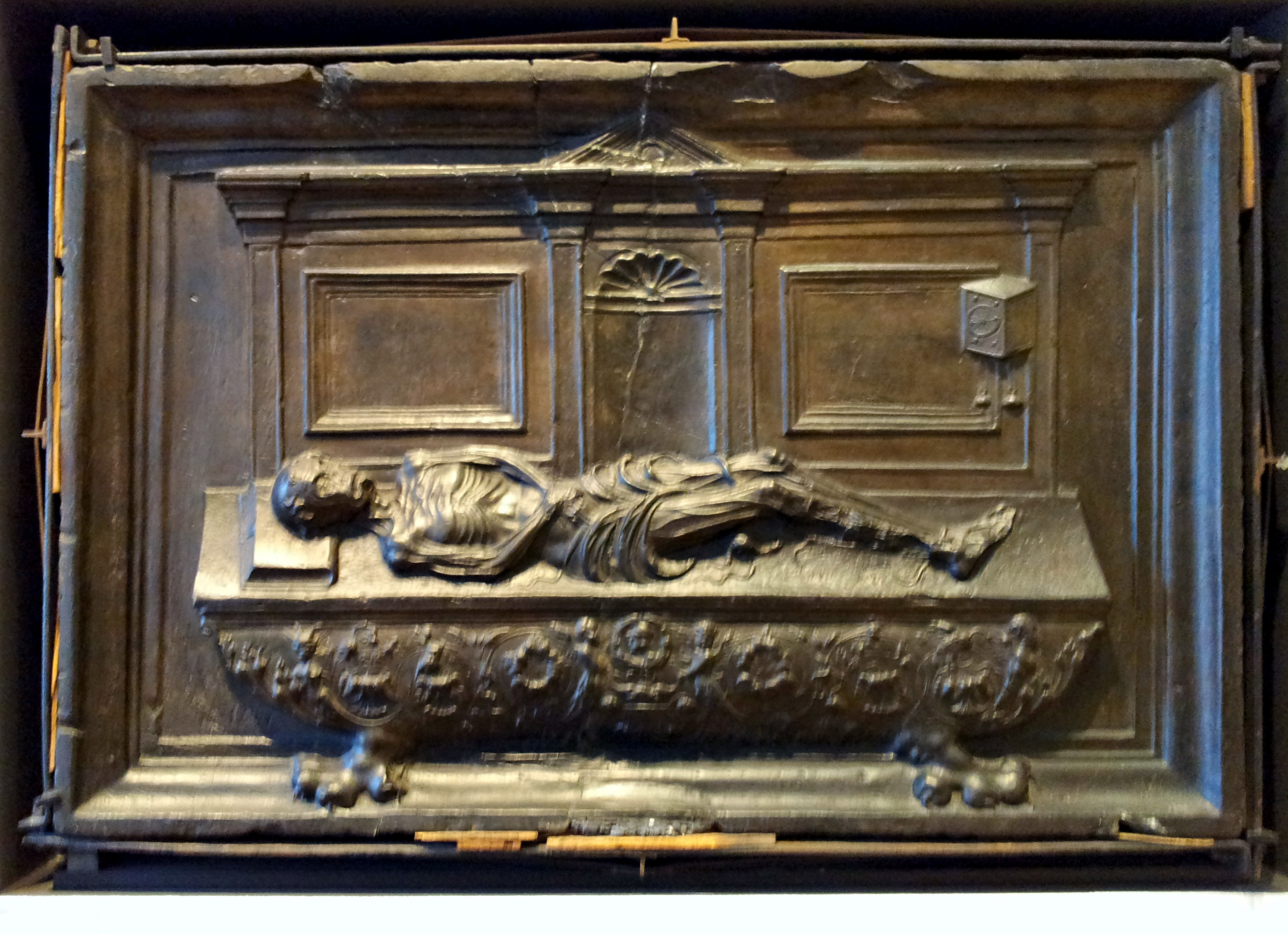
Épitaphe d'un gisant (provenant de l'église Sainte-Ursule, 1537).
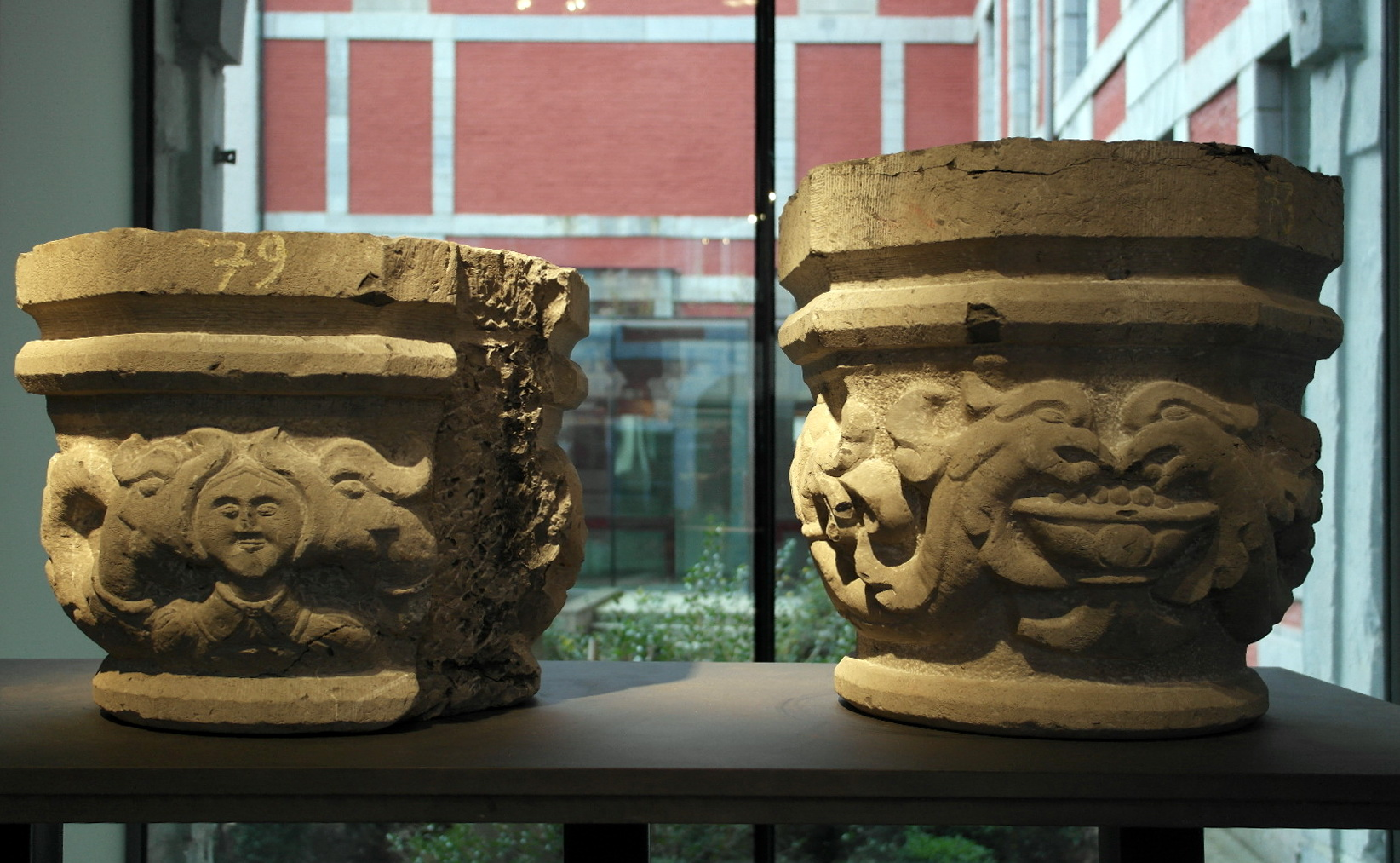
Chapiteaux Renaissance (Hôtel de Cortenbach, c. 1540).
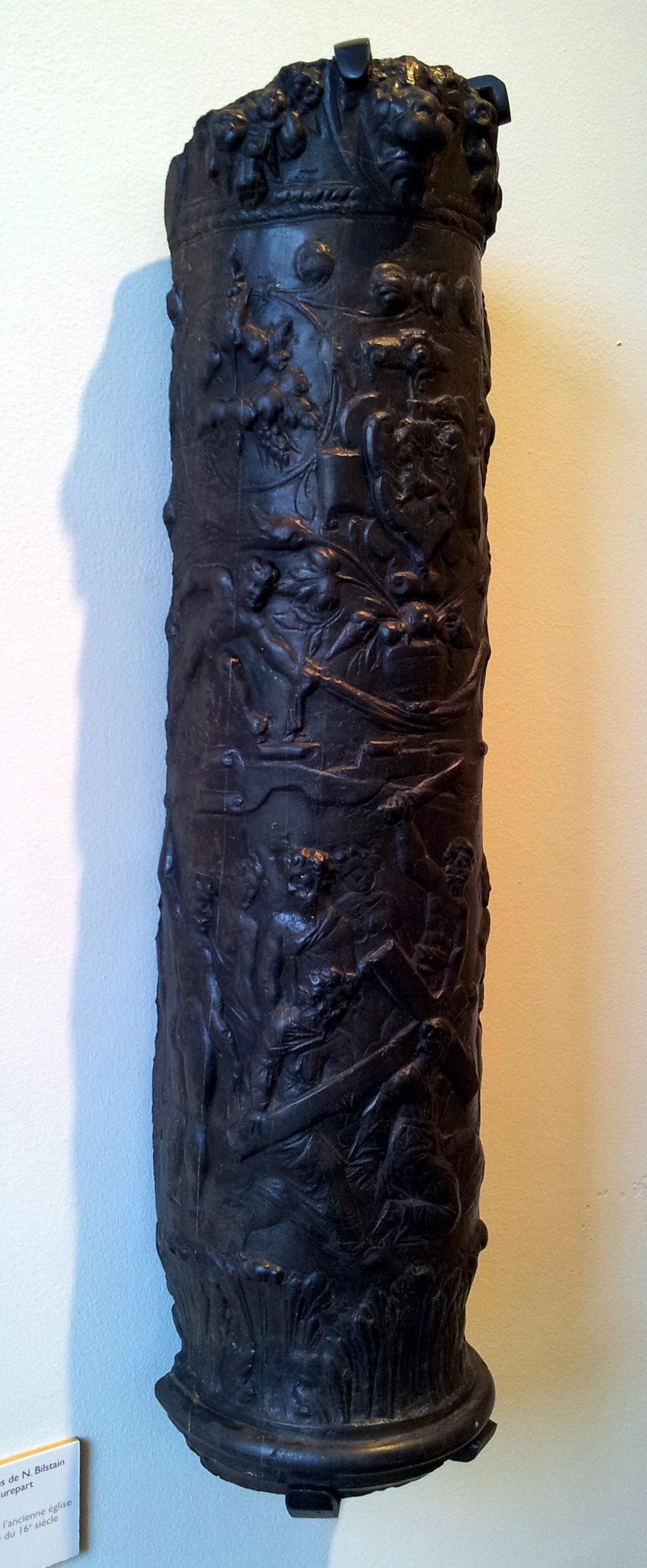
Colonne sculptée (Abbaye de Beaurepart, c. 1560).

### Baroque liégeois
Le baroque liégeois occupe une position intermédiaire entre le baroque flamboyant français et le classicisme rigoureux néerlandais. Le musée dispose d'un grand nombre de dessins et d'études de Jean Del Cour, « Le Bernin liégeois » et de son contemporain Arnold de Hontoire. On peut également citer les peintres liégeois Englebert Fisen, Jean-Baptiste Coclers, Jean-Guillaume Carlier, Léonard Defrance et Paul-Joseph Delcloche ou le peintre de Malmedy Louis-Félix Rhénasteine, portraitiste des princes-évêques de Liège.

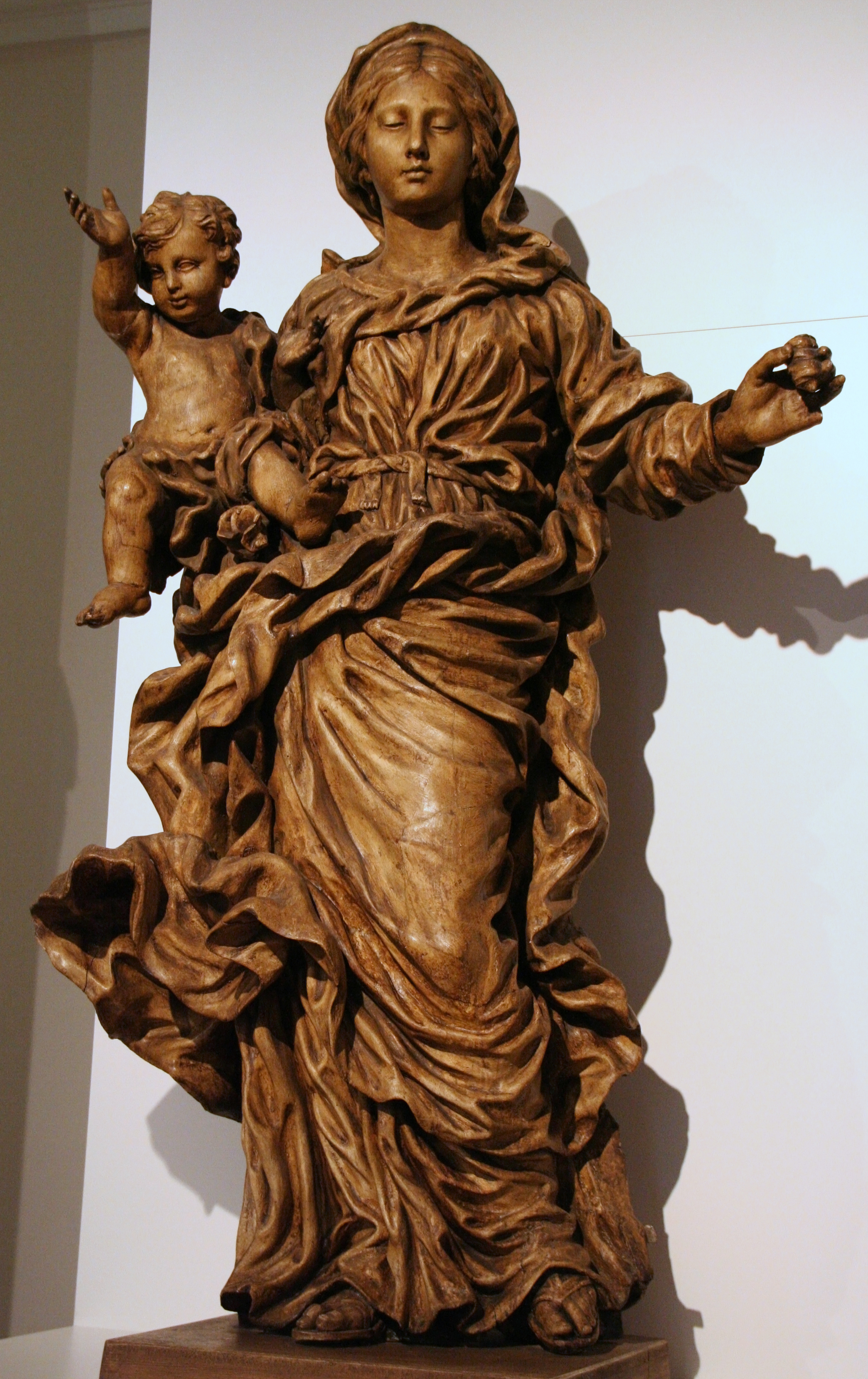
Vierge à l'Enfant (Jean Del Cour, 1693).
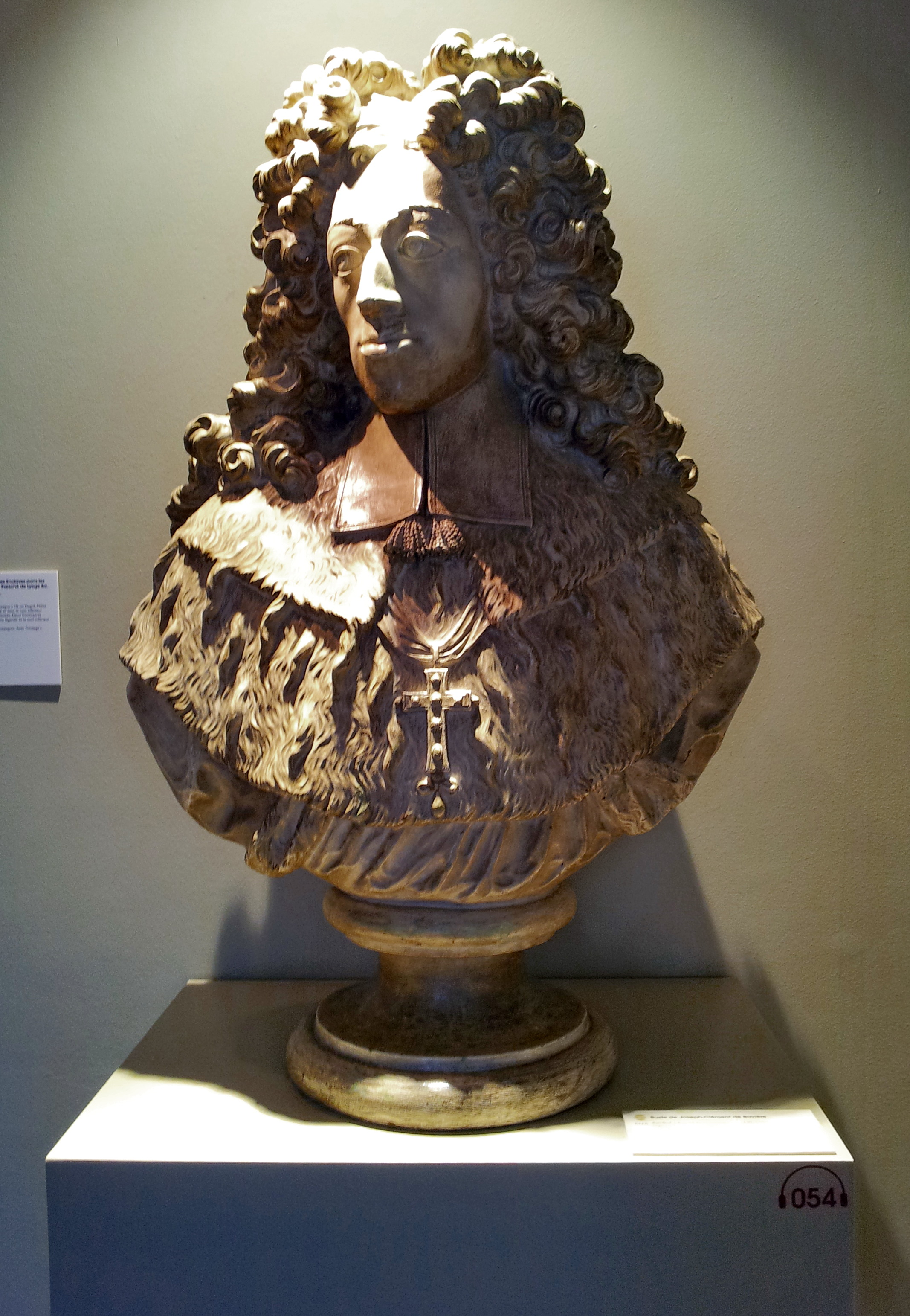
Buste de Joseph-Clément de Bavière (Arnold de Hontoire, c. 1700).
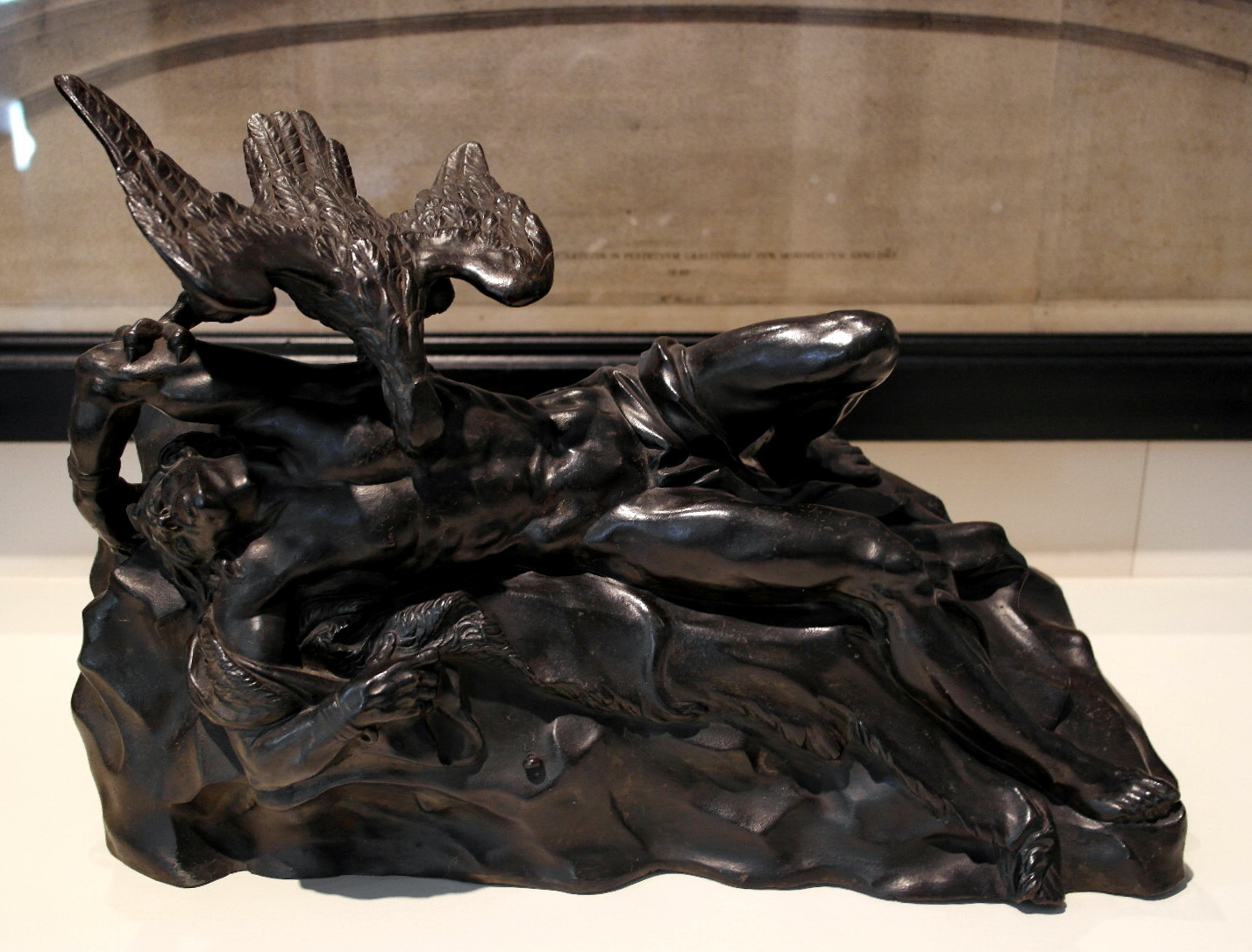
Promethée enchaîné sur le rocher (Guillaume Évrard, c. 1790).
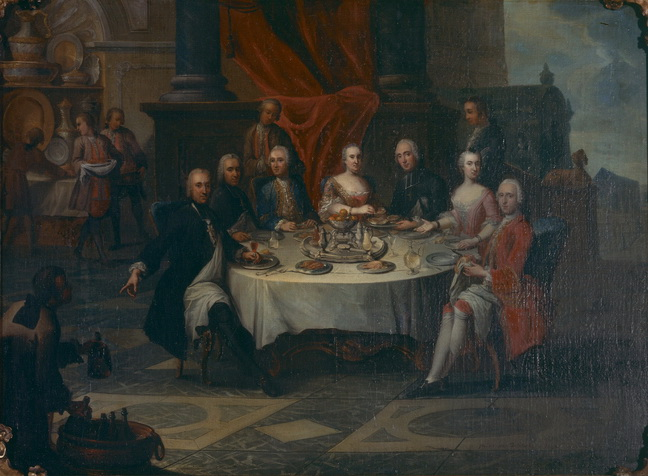
Famille du comte de Horion (Paul-Joseph Delcloche, 1749).

### Art mobilier liégeois
L'art mobilier liégeois atteint son apogée dans la seconde moitié du XVIIIe siècle avec la perfection des meubles Liège-Aix. Malgré une vaste collection, le Grand Curtius, par rapport au proche musée d'Ansembourg, ne propose qu'un bref aperçu en raison du manque de place. Le mobilier des différents styles et époques sont exposés dans des chambres d'époque du XVe siècle. Plusieurs créations de Gustave Serrurier-Bovy s'y retrouvent, notamment dans le studio d'Eugène Ysaÿe, légué à la ville par ses héritiers et désormais présenté au Grand Curtius.

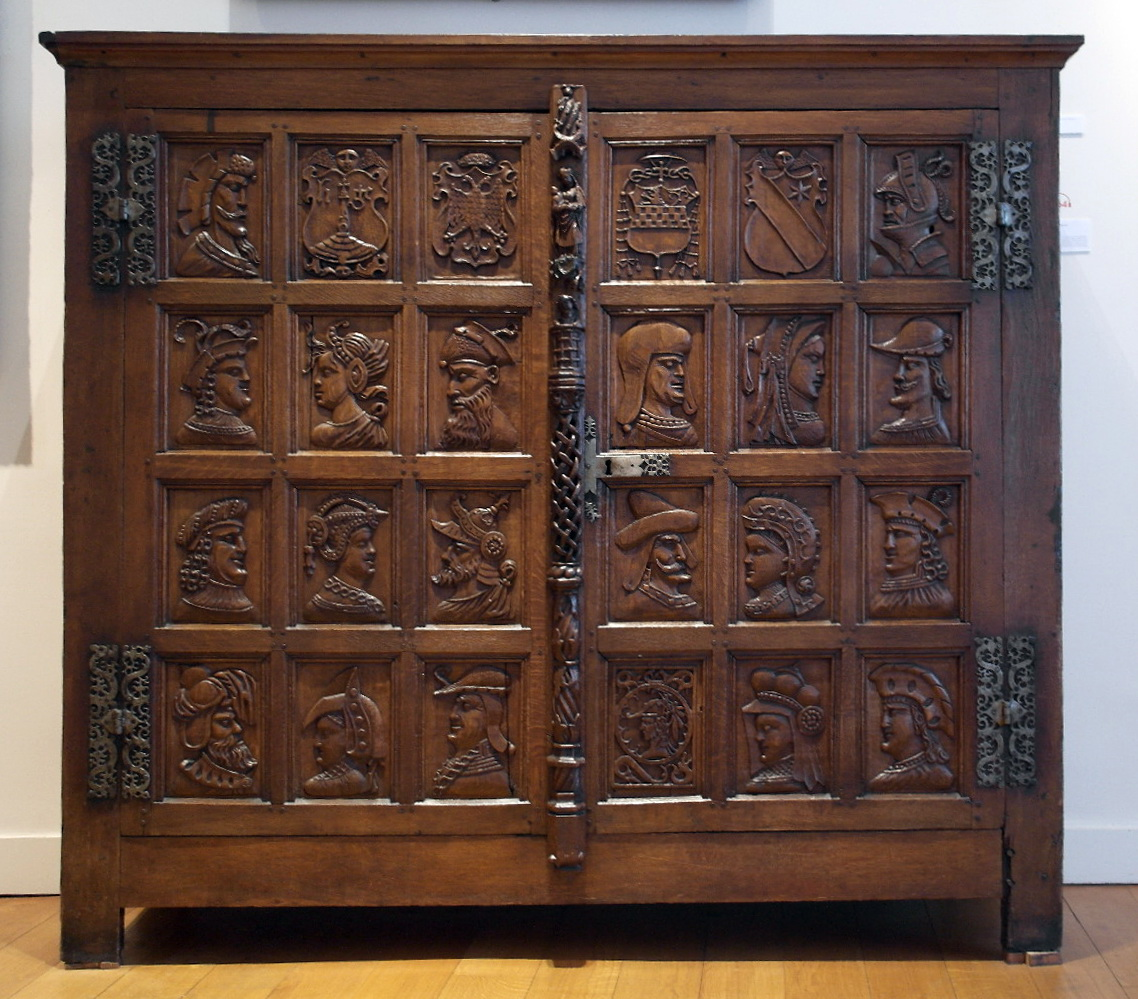
Armoire Renaissance aux armes de la famille de Donceel (c. 1530).
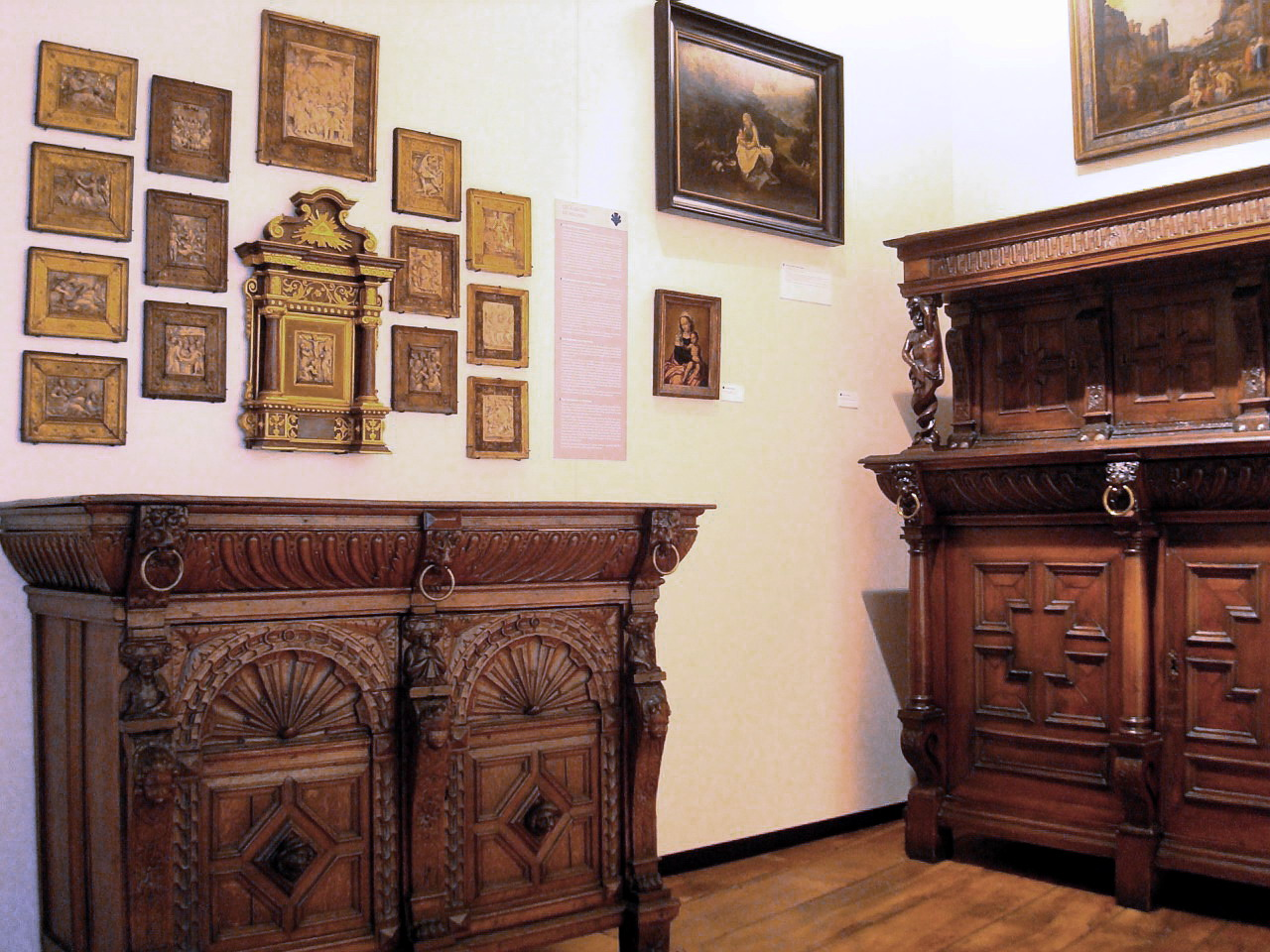
Chambre d'époque (XVIIe siècle).
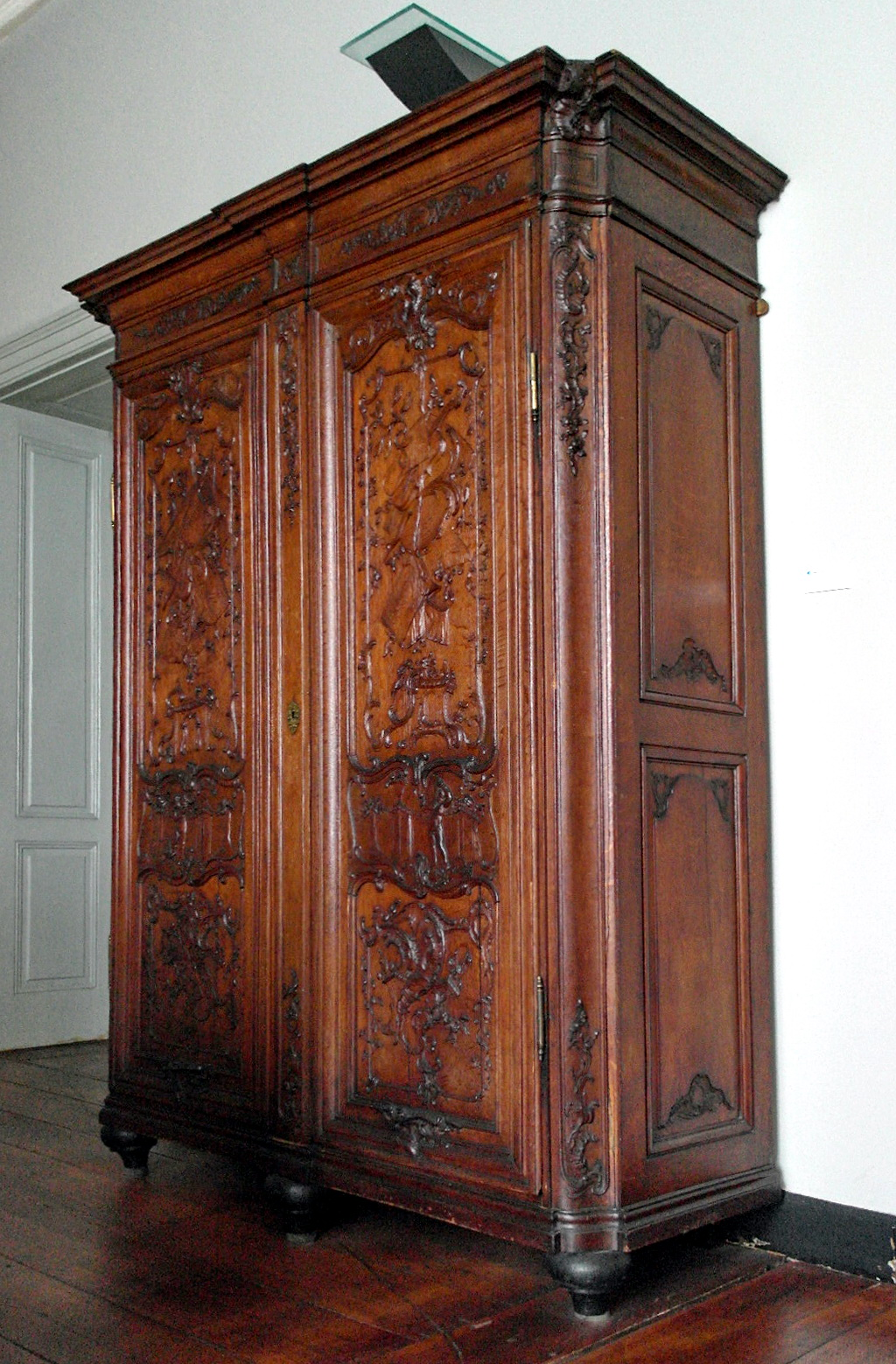
Garde-robe liégeoise style Louis XV (XVIIIe siècle).
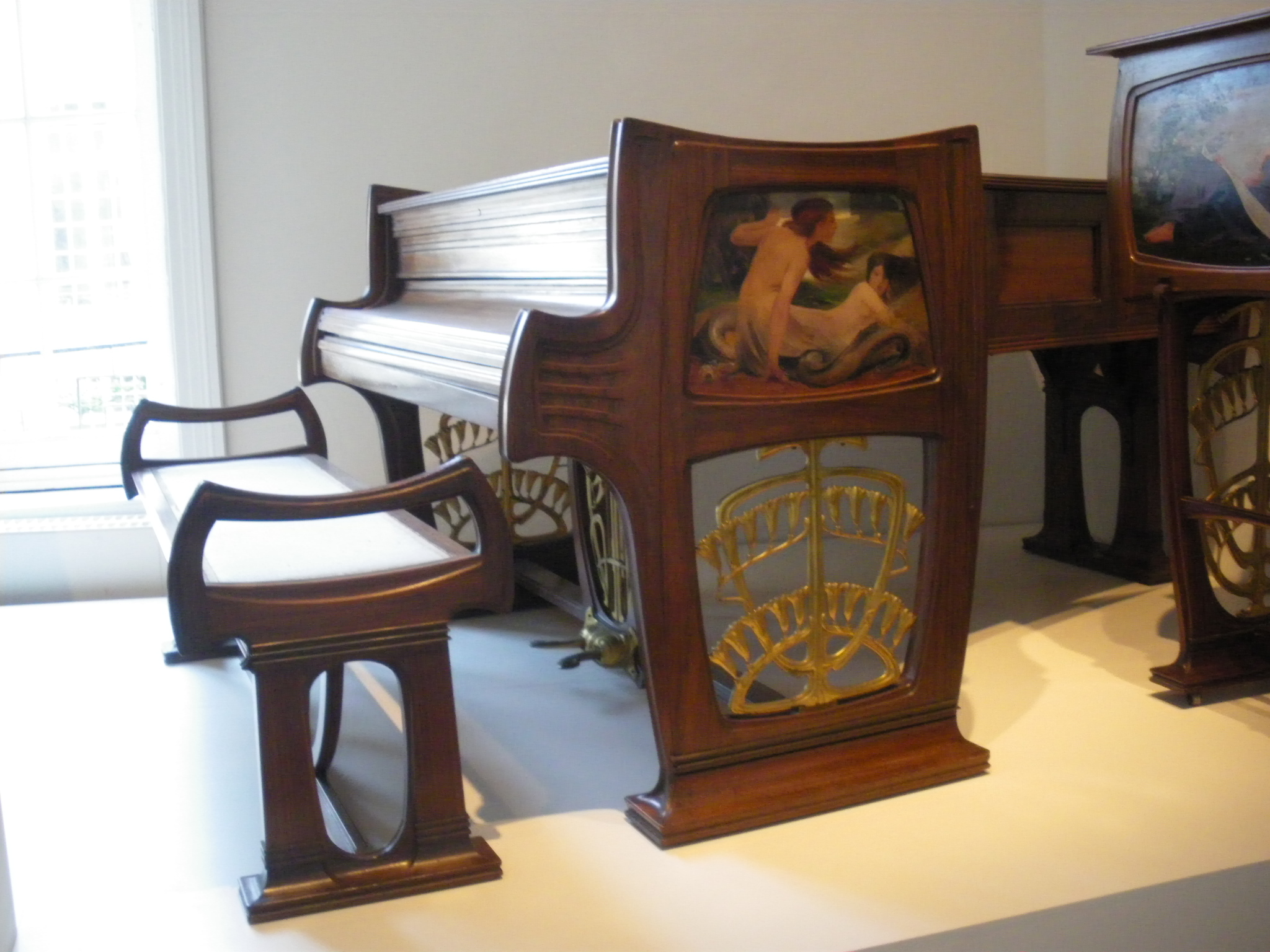
Ensemble Art nouveau (1902).

### Collection Duesberg
La collection Duesberg, obtenue en 2007, contient des horloges françaises, verrerie et de la vaisselle (y compris de la porcelaine de Sèvres) de la période 1775-1825 exposées dans les salons de musique, le salon « aux palmiers » et la rotonde de l'hôtel de Hayme de Bomal. Ces salons d'apparat portent désormais le nom de salons baron et baronne François Duesberg. La majeure partie de la collection du couple est exposée au musée des arts décoratifs François Duesberg de Mons. En plus de la collection Duesberg, le Grand Curtius est propriétaire d'une vaste collection de figurines en porcelaine, vaisselle et argenterie, principalement des XVIIIe et XIXe siècles, dont seule une petite partie est exposée.

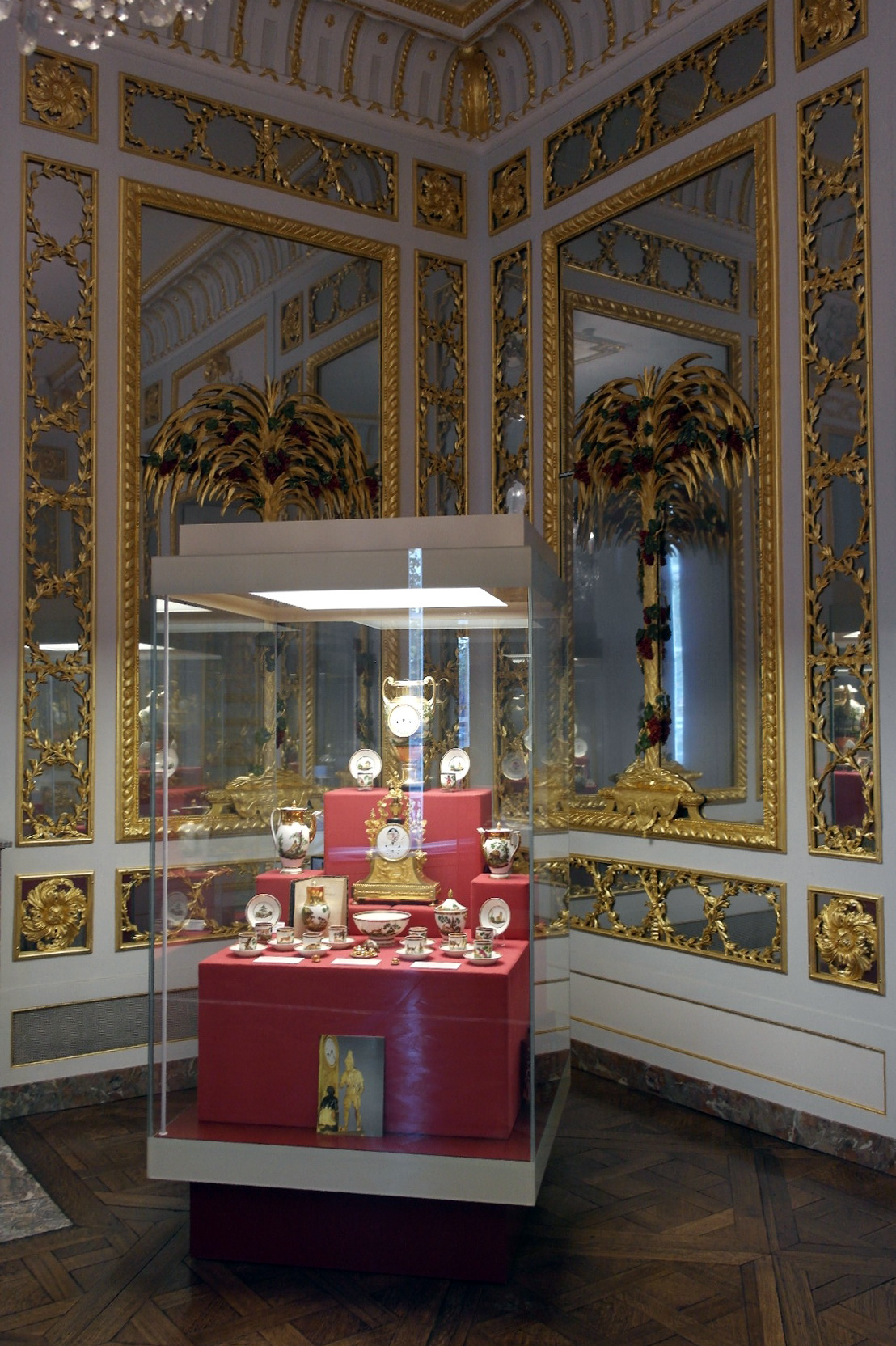
Vitrine dans l'hôtel de Hayme de Bomal.
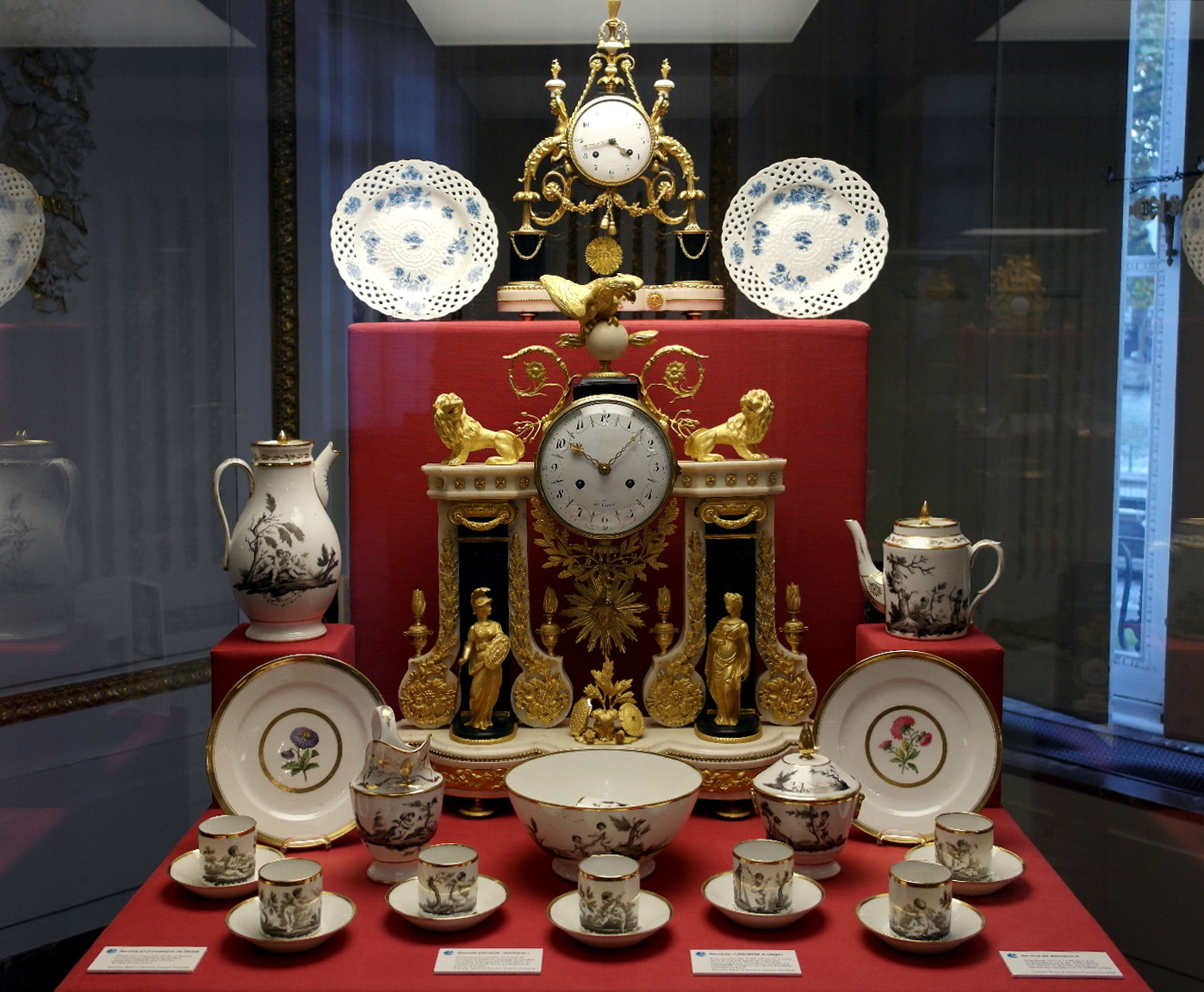
Ère napoléonienne (style Empire).
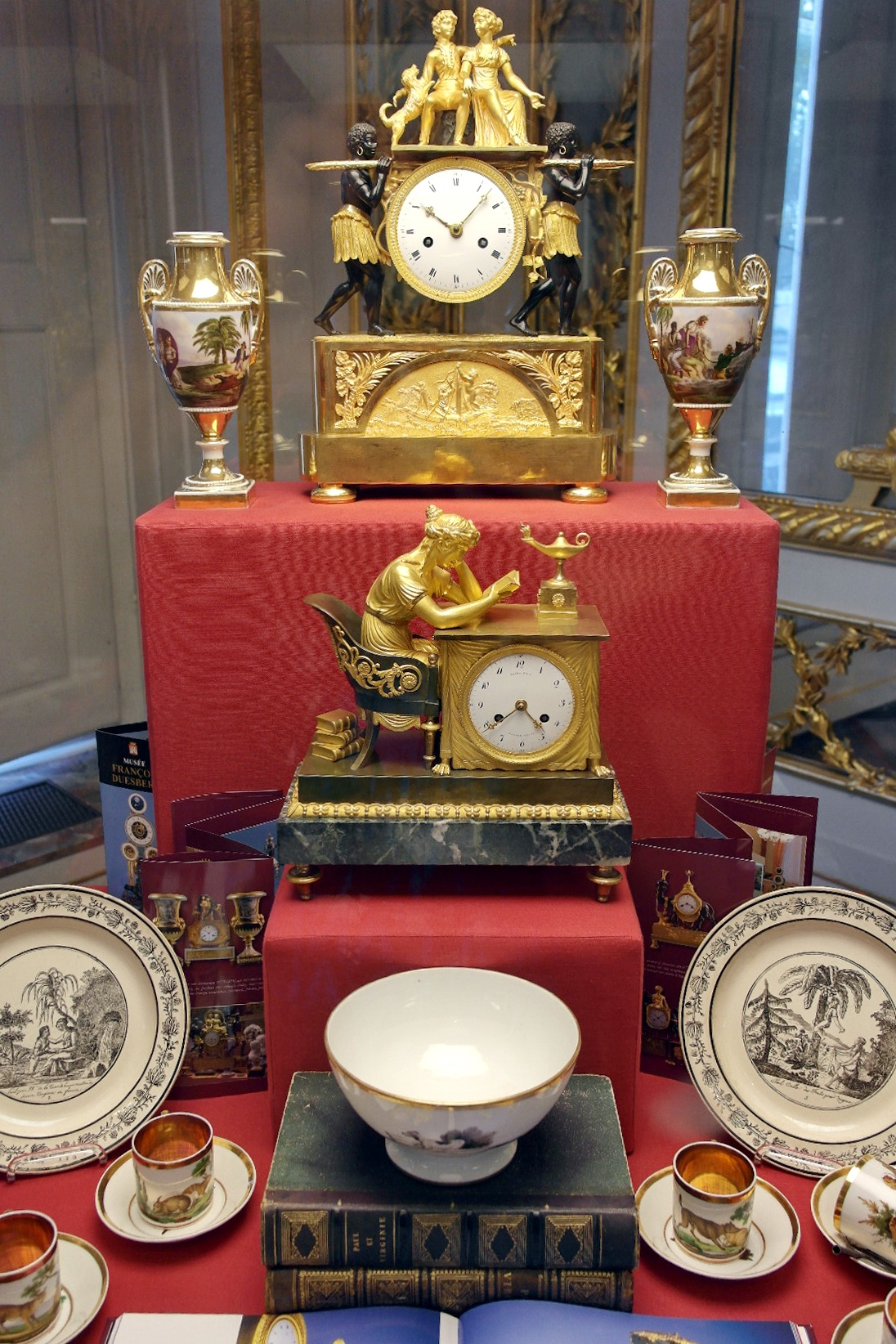
Ère napoléonienne (style Consulat).
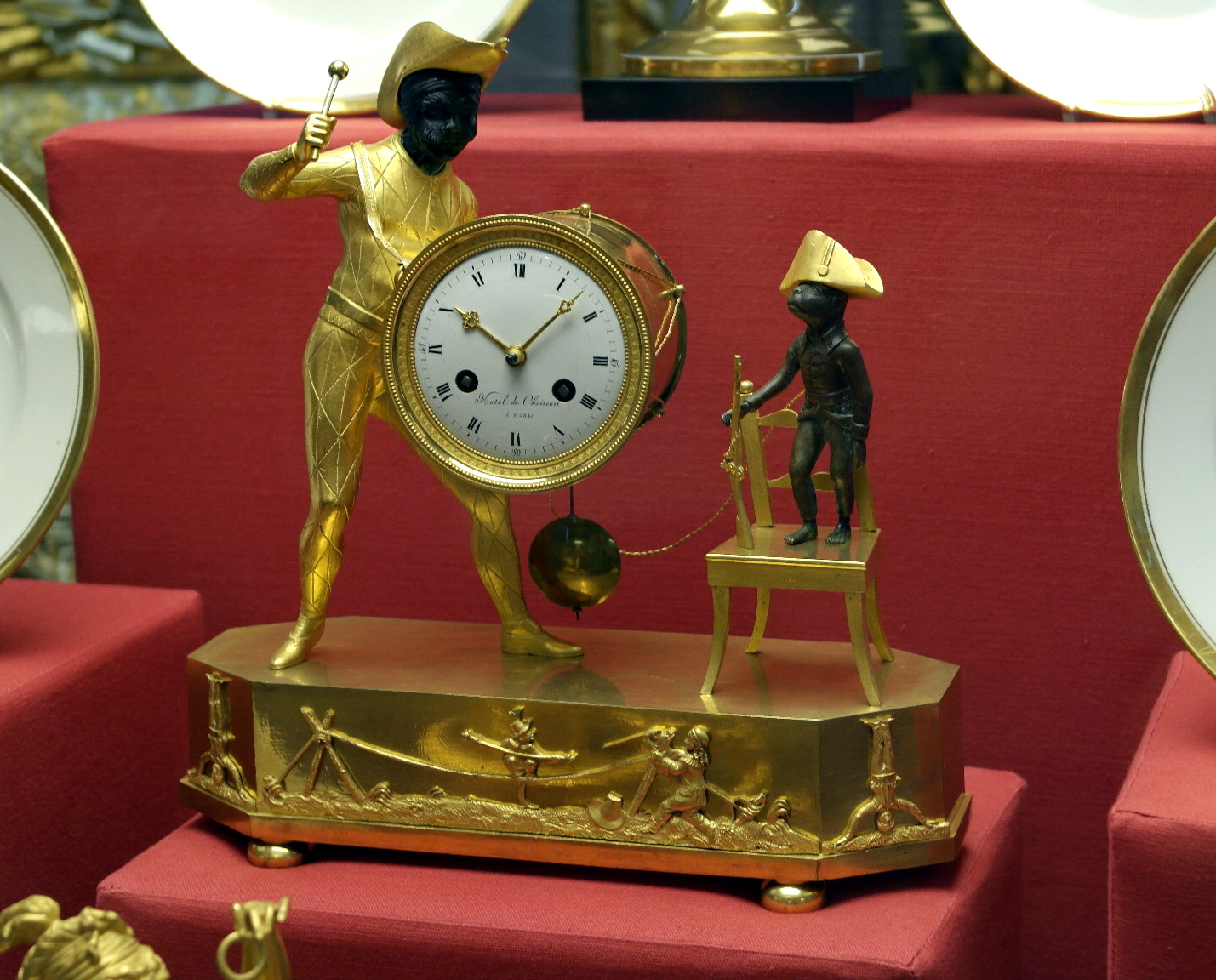
Pendule avec Arlequin et un singe.

### Argenterie religieuse
Liège, ville des Princes-évêques, compta un nombre d'églises et de couvents très important. Les objets liturgiques était donc extrêmement nombreux : chandeliers, reliquaires et autres objets d'orfèvrerie pour le culte catholique. Les orfèvres liégeois du XVIIIe siècle (comme à Tongres, Maastricht et Aix-la-Chapelle) ont atteint un grand niveau d'expertise. La collection d'argenterie ecclésiastique du Grand Curtius se trouve au dernier étage de l'hôtel de Hayme de Bomal. Cette collection compte un ensemble en argent impressionnant : la garniture baroque du service de l'autel de la chapelle Saint-Augustin de l'hôpital de Bavière.

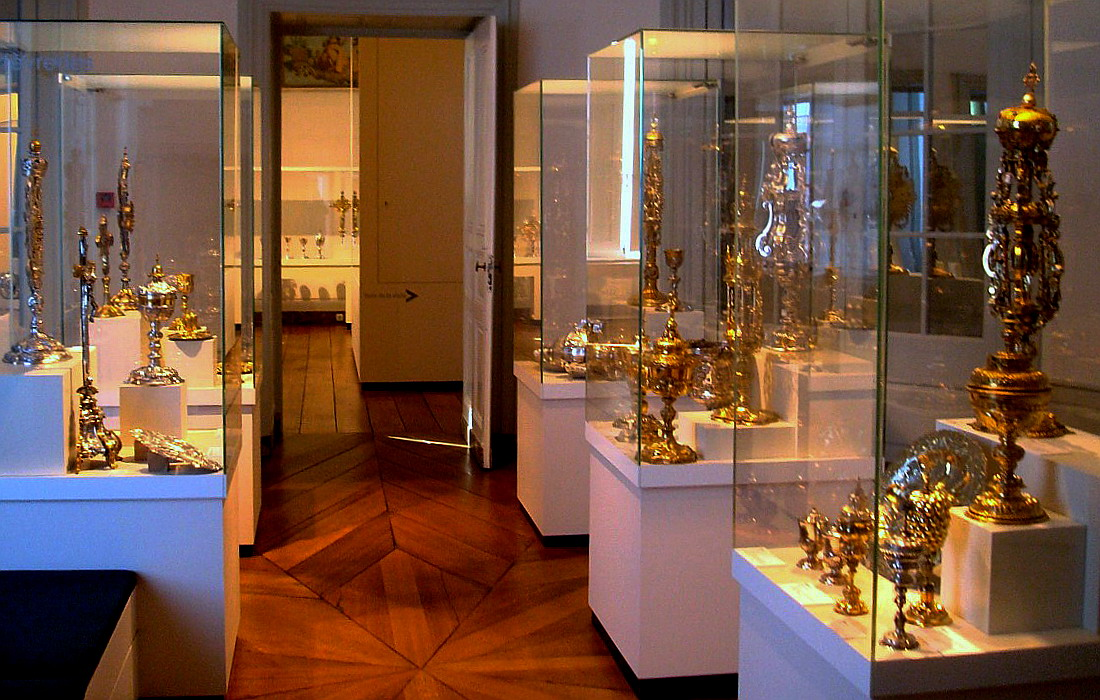
Vitrines dans l'hôtel de Hayme de Bomal.
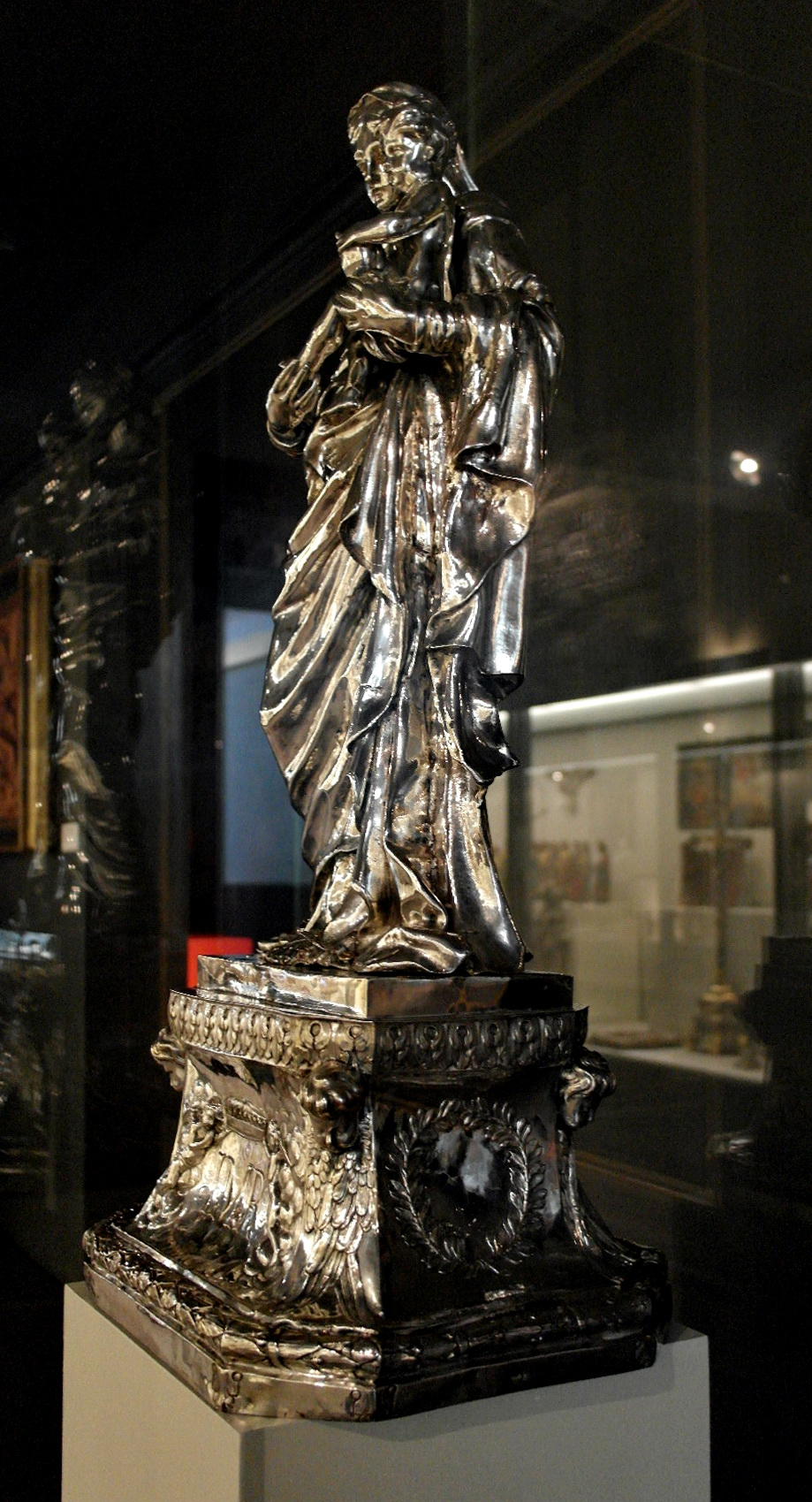
Statuette de la Vierge à l'Enfant (1670).
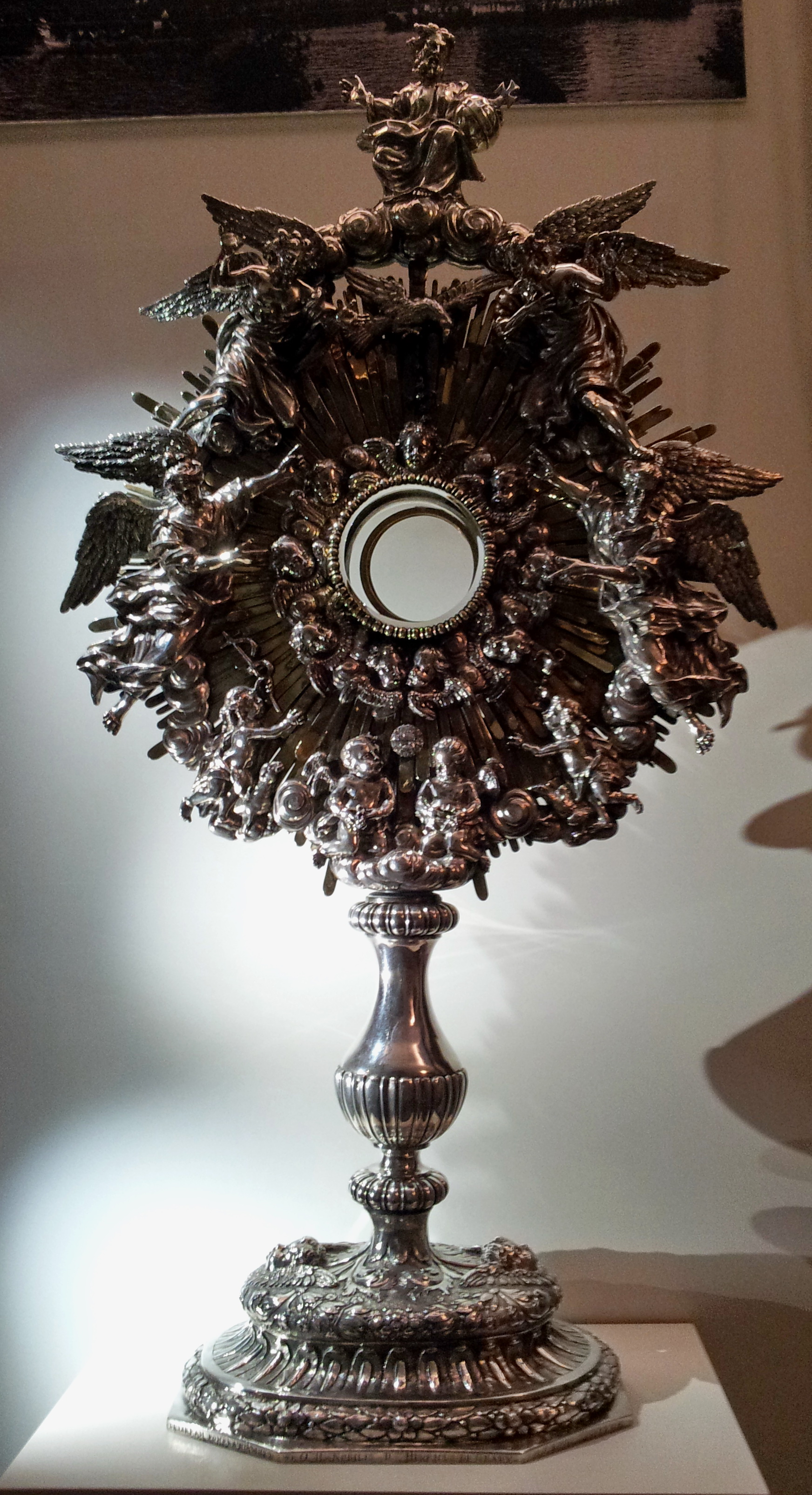
Ostensoir (Charles de Hontoir, 1722).
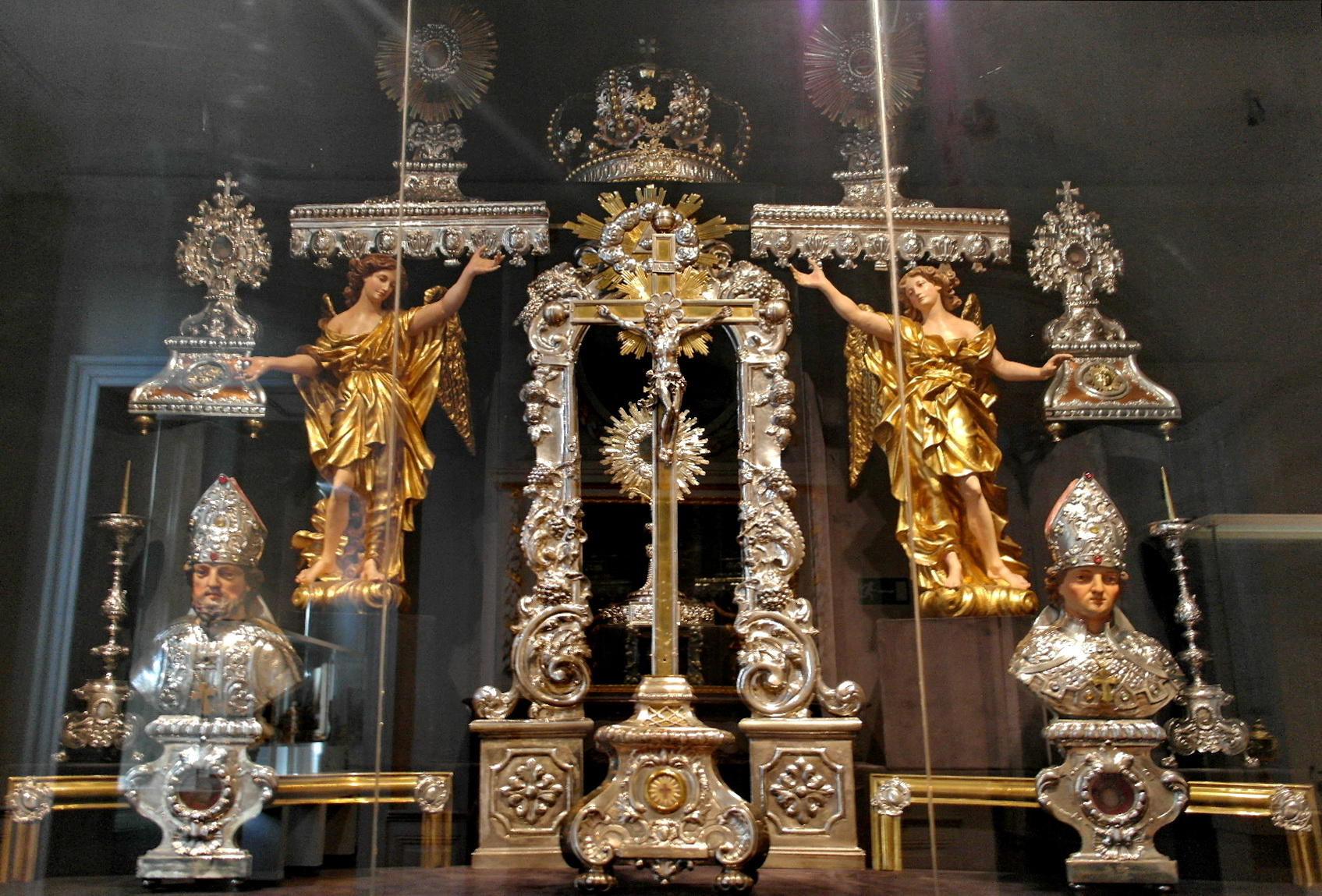
Garniture en argent de l'autel de la chapelle Saint-Augustin (1766-1776).

### Art verrier
Le noyau de la collection de verres acquise en 1952, dite collection Baar, était à l'origine constituée de 2 400 pièces représentant les verres vénitiens, liégeois, anversois, hollandais, ainsi que le cristal de Bohême et d'Angleterre. En 1959, la collection devient indépendante et nait ainsi le Musée du Verre.
Elle fut plus tard enrichie en verres des XIXe et XXe siècles, de pièces d'art contemporain, et en œuvres des Cristalleries du Val-Saint-Lambert. Actuellement[Quand ?], il s’agit d’une des plus prestigieuses collections mondiales, riche d’environ 10 000 pièces. Elle donne un bon aperçu de la fabrication et de la transformation des objets en verre de l'Antiquité à nos jours avec un fort accent sur la région de Liège qui fut au XVIIe et XVIIIe siècles un site de production du verre très important. La collection se trouve au rez-de-chaussée et étage de l'hôtel Brahy et résidence Curtius.

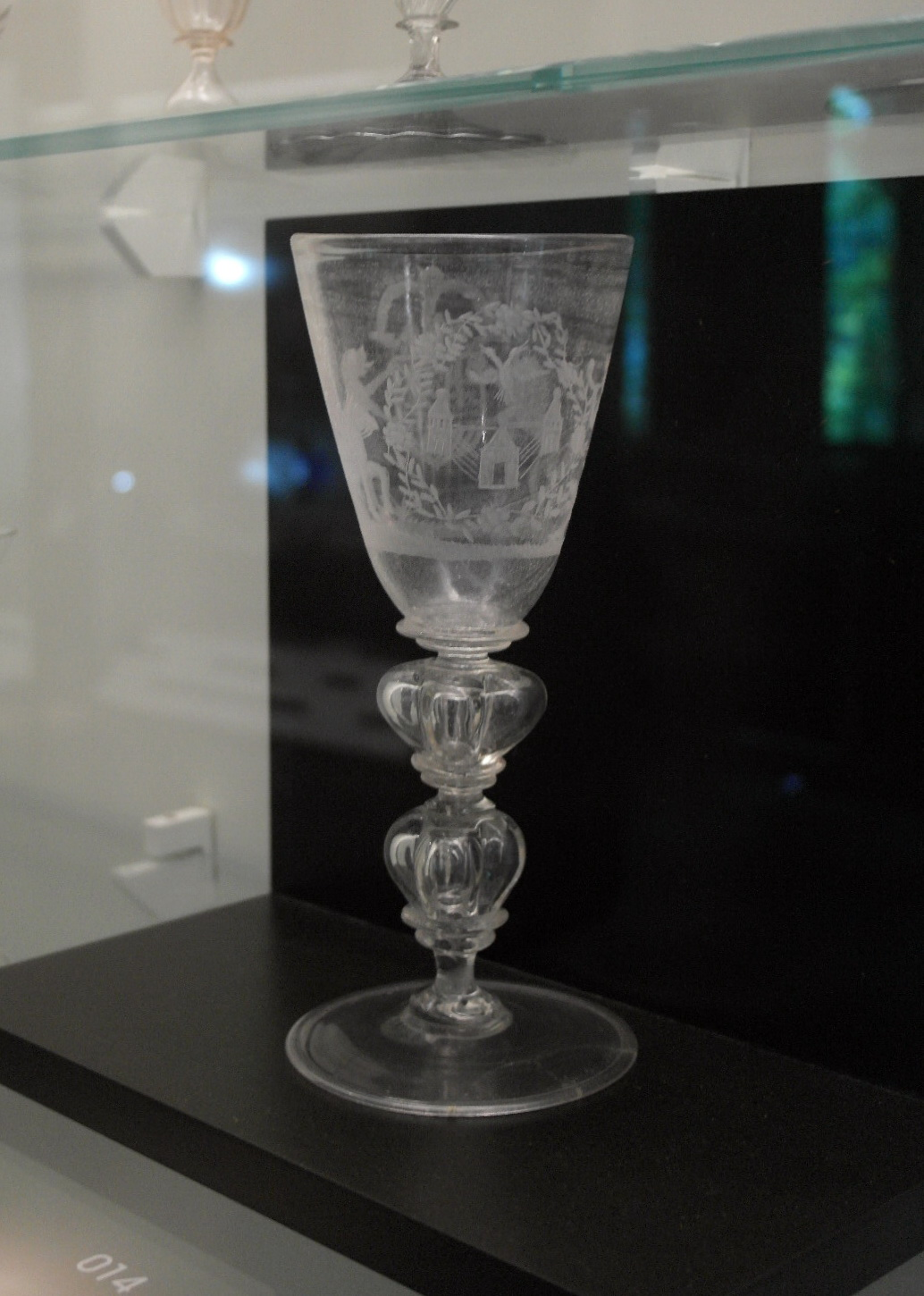
Calice (Verrerie Bonhomme, Liège, c. 1654).
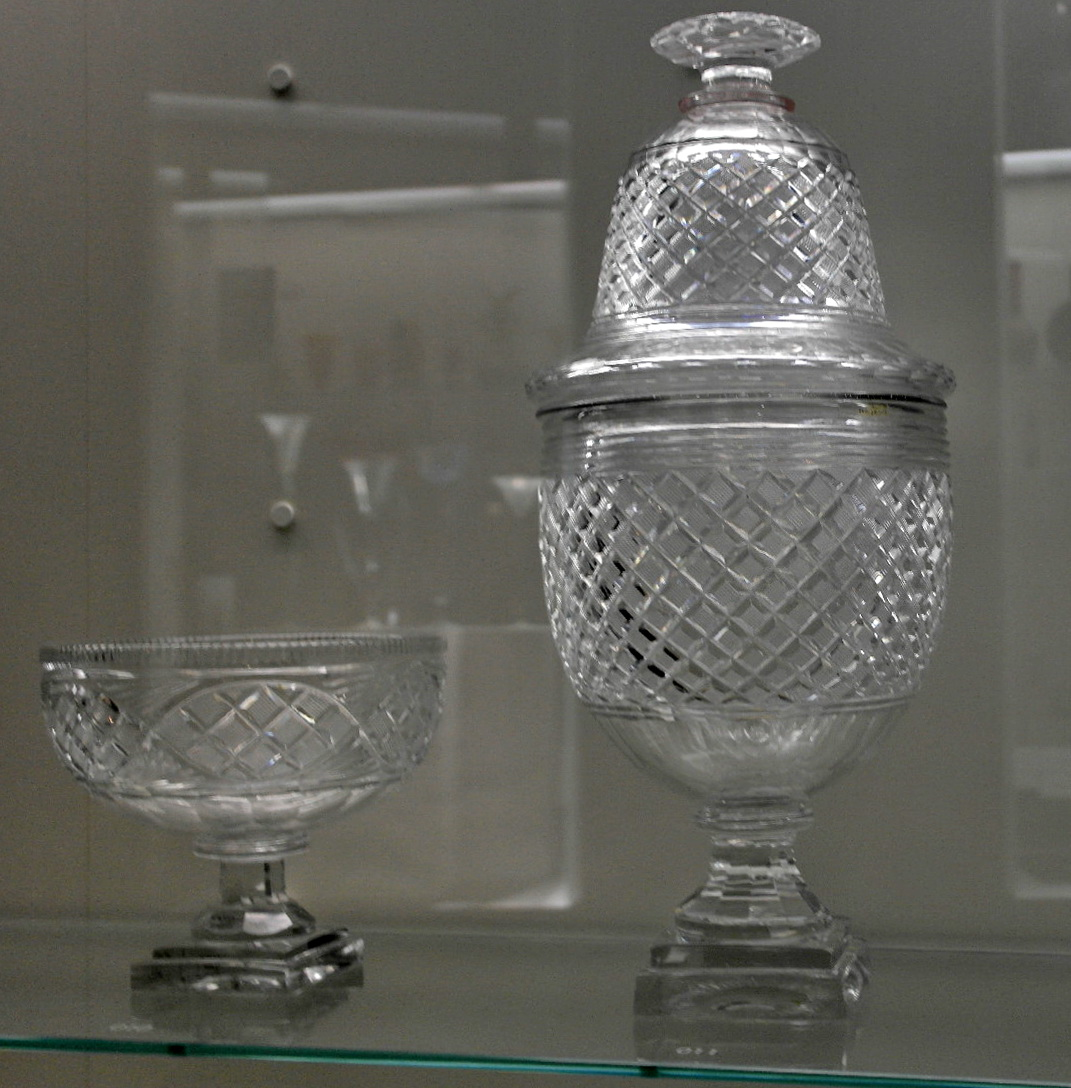
Bol et vase en cristal (Vonêche, 1820-1830).
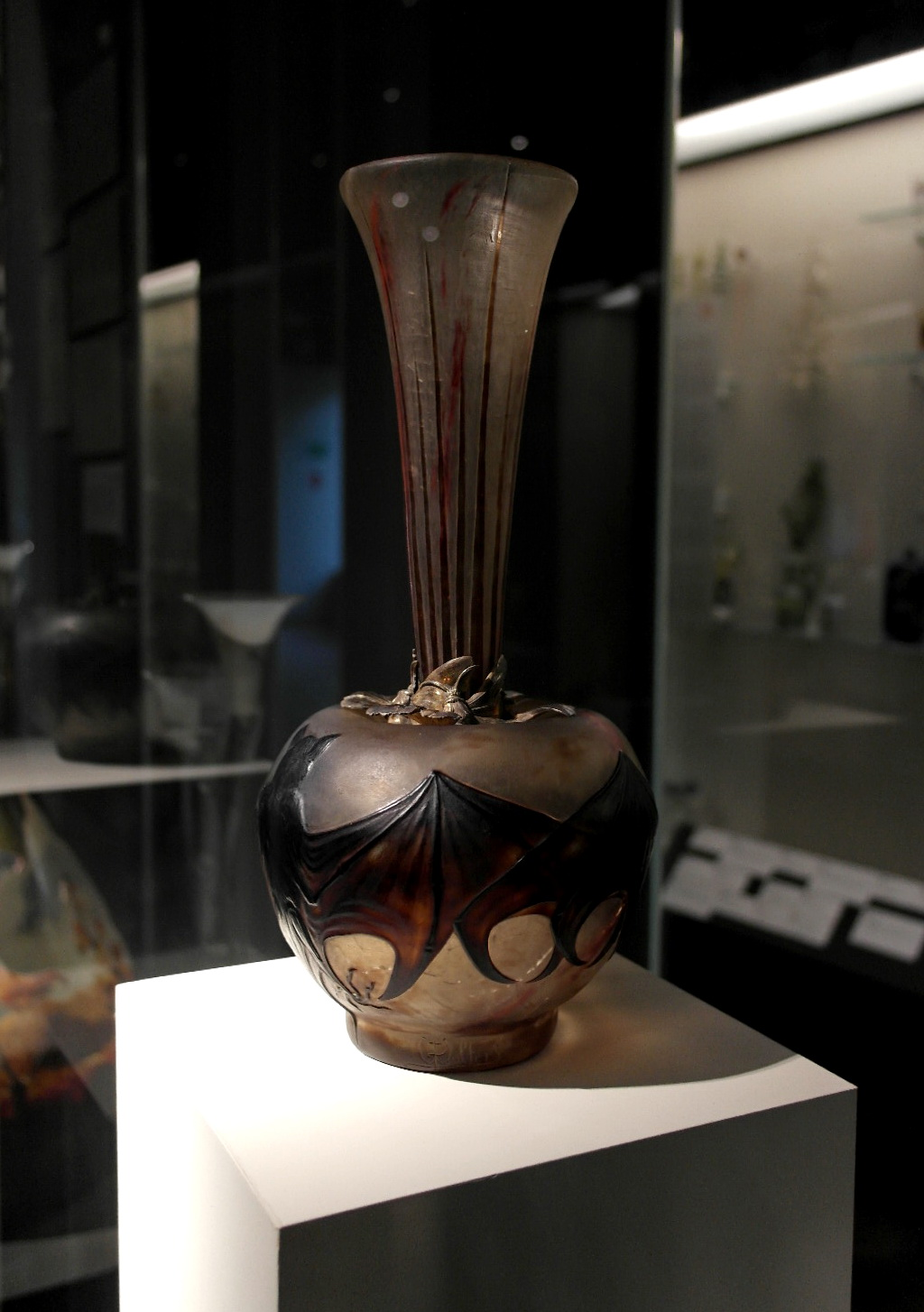
Vase Art nouveau (Philippe Wolfers, Val-Saint-Lambert, 1901).
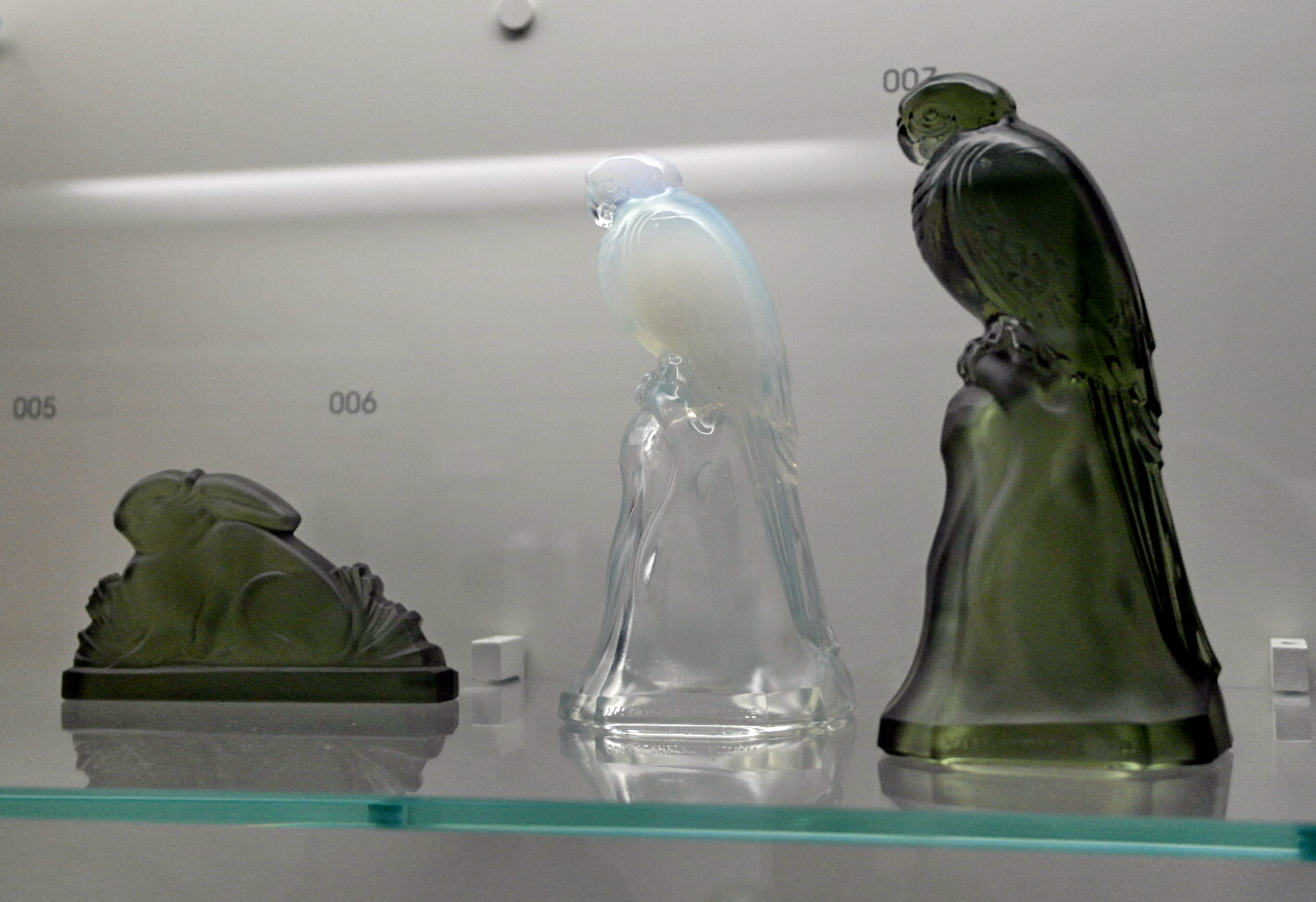
Lapin et perruches (Charles Graffart, Val-Saint-Lambert, 1932-1935).

### Armes
Liège était déjà un important centre de fabrication d'armes au XVIe siècle. Ainsi, Jean Curtius, commanditaire du palais Curtius, était, un marchand d'armes qui a fait des affaires dans toute l'Europe. Il n'est donc pas surprenant que le Musée des Armes, fondé grâce à la donation initiale du fabricant d'armes Pierre Joseph Lemille en 1885, soit l'un des plus anciens musées de Liège. Ce musée était alors situé dans l'hôtel de Hayme de Bomal, propriété de Lemille. Lorsqu'il ouvrit ses portes, la Cité ardente était toujours l'une des plus grandes productrices d'armes portatives au monde. Cette tradition liégeoise de fabrication d'armes perdure d'ailleurs encore au XXIe siècle, notamment à la Fabrique nationale d'Armes d'Herstal ou à l'école d'armurerie. S'il fut créé pour montrer aux professionnels ce qui se fabriquait dans le monde en matière d'armurerie, il eut pour vocation, depuis les années 1960, d'intéresser le grand public.
En 2009, les collections de l'ancien musée d'armes rejoignent celles du Grand Curtius. La collection regroupant 20 000 pièces se trouve alors dans une aile de la résidence Curtius et se compose de deux sections : les armes civiles et les armes militaires. Sur l'ensemble des pièces, seules 465 sont exposées. L'accent est mis sur la production liégeoise et en particulier la FN Herstal. L'équipement défensif, l'artillerie, l'armurerie de luxe sont plus brièvement évoqués.
En 2018, la fondation Roi-Baudouin confie au musée l'épée de Rubens. Celle-ci appartenait au roi Charles Ier d'Angleterre qui l'avait lui-même reçue du parlement anglais. Charles Ier offre son épée à Rubens en 1630 pour le remercier de ses efforts diplomatiques à faire aboutir un traité de paix entre l'Espagne et l'Angleterre au sujet des Pays-Bas espagnols et des Provinces-Unies,.
Le musée propose une refonte complète de sa collection d'armes en l'installant sur trois étage de palais Curtius. La première partie de cette rénovation est inaugurée, le 20 septembre 2018 avec la section installée au 1er étage et consacrée aux armes civiles (chasse et tir sportif) et aux armes de défense (pistolets et revolvers) comptant quelque 600 pièces.
En 2019, le 2e étage abritera les armes militaires et les armes blanches et techniques seront installées au 3e étage palais en 2020. Au terme de ce redéploiement, ce sont environ 3 000 pièces qui seront exposées sur les trois premiers étages du palais Curtius.

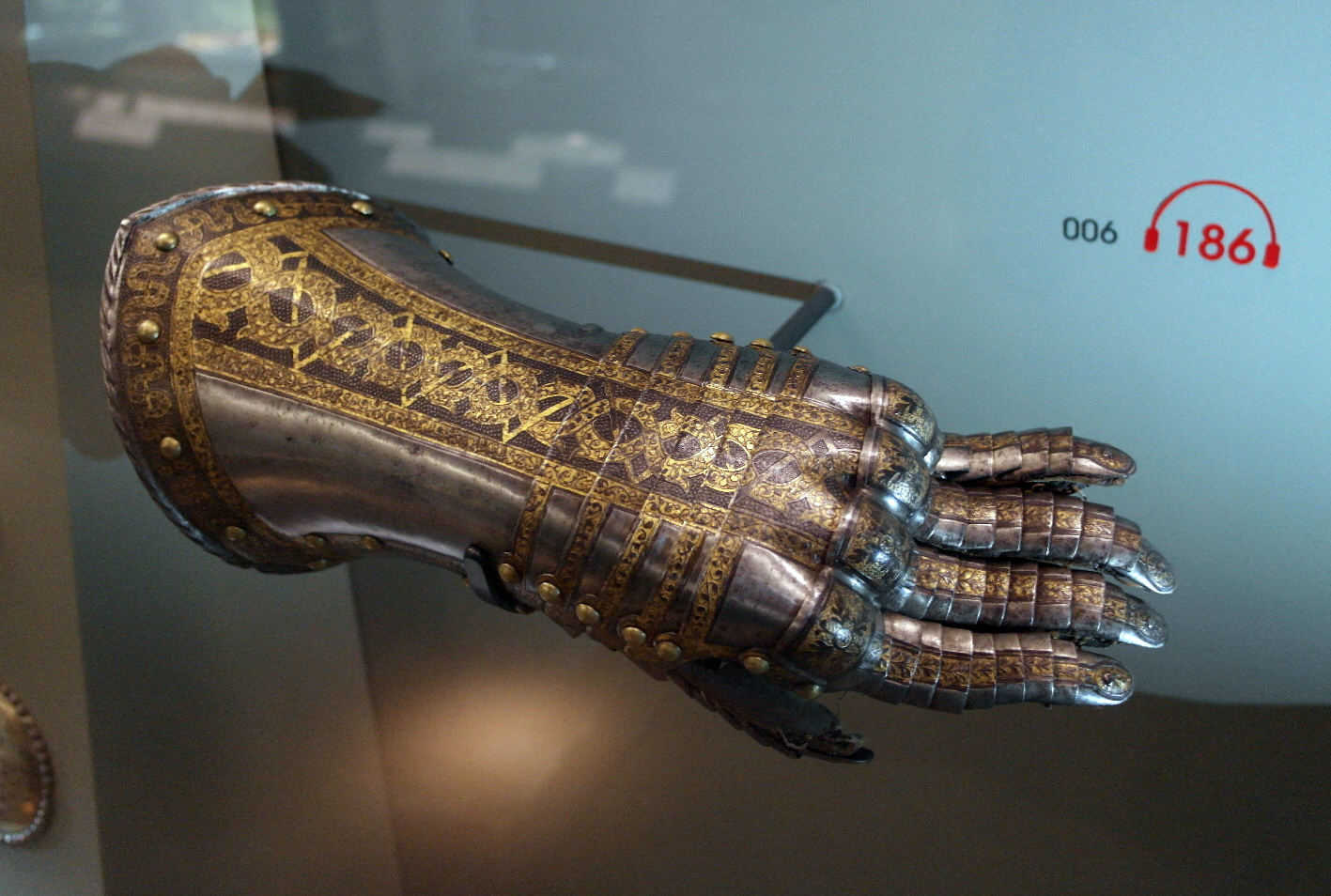
Gantelet d'armures (Greenwich, c. 1585).
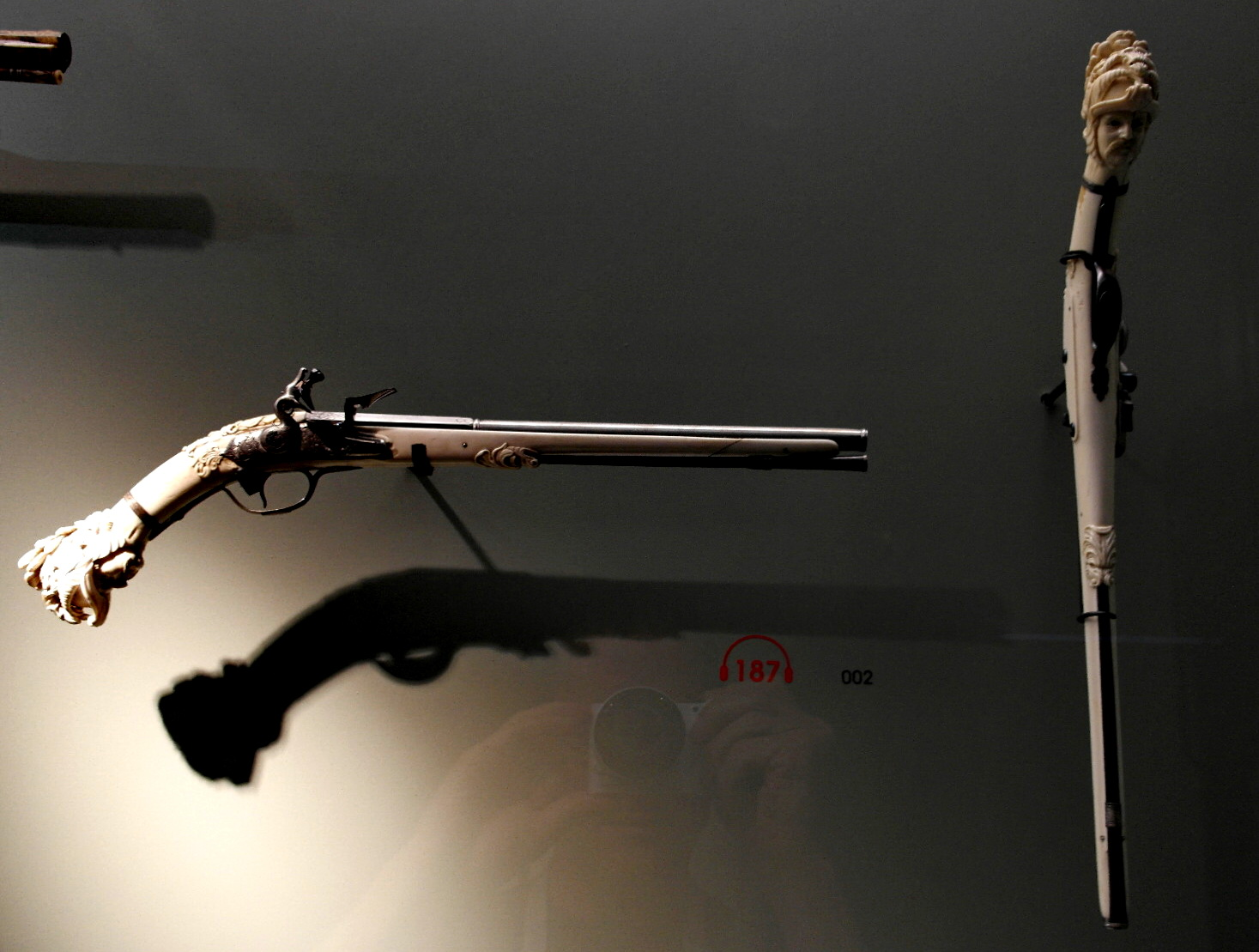
Pistolets à monture d'ivoire (Maastricht, c. 1665).
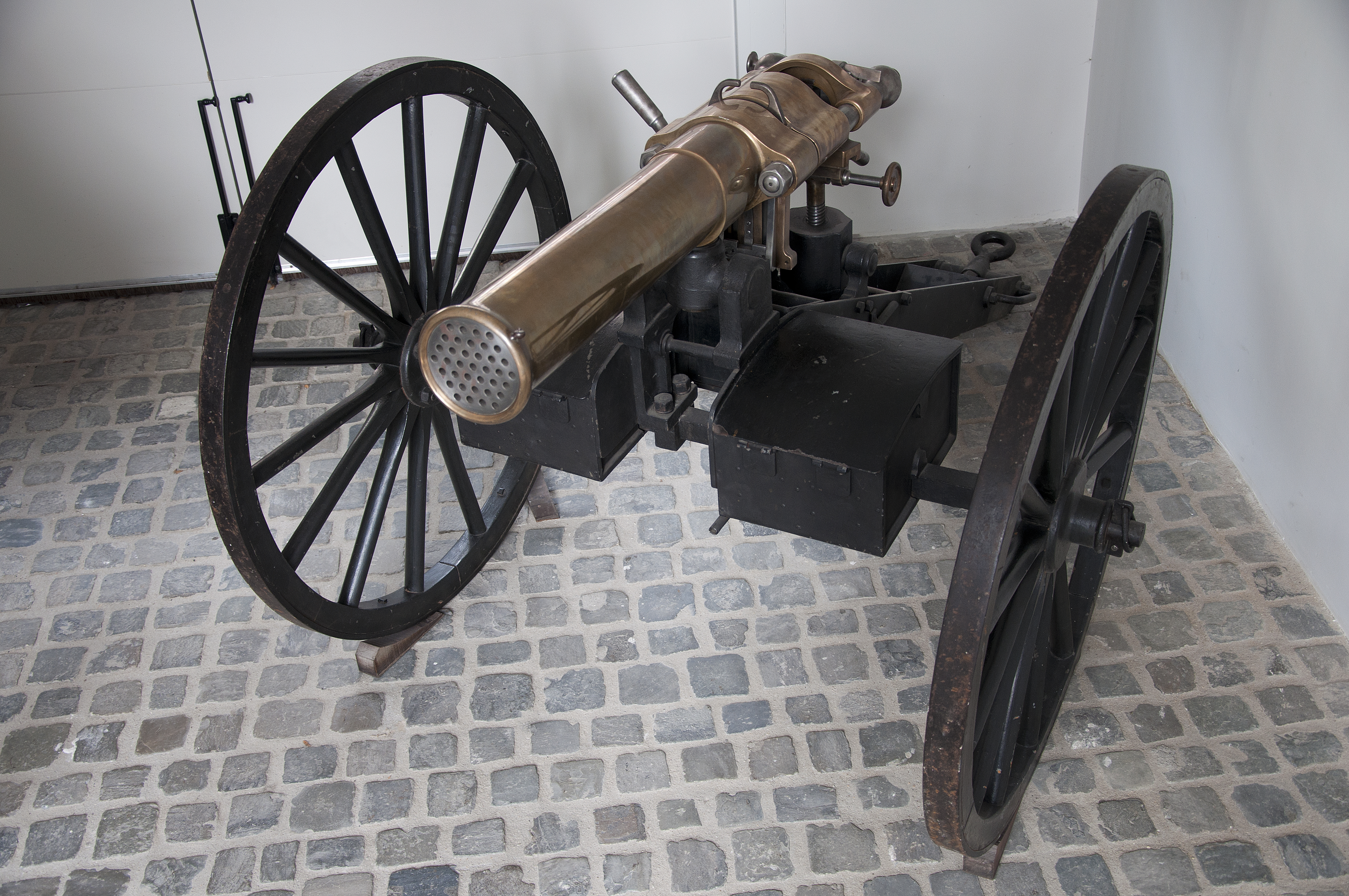
Mitrailleuse Montigny(Liège, 1870).
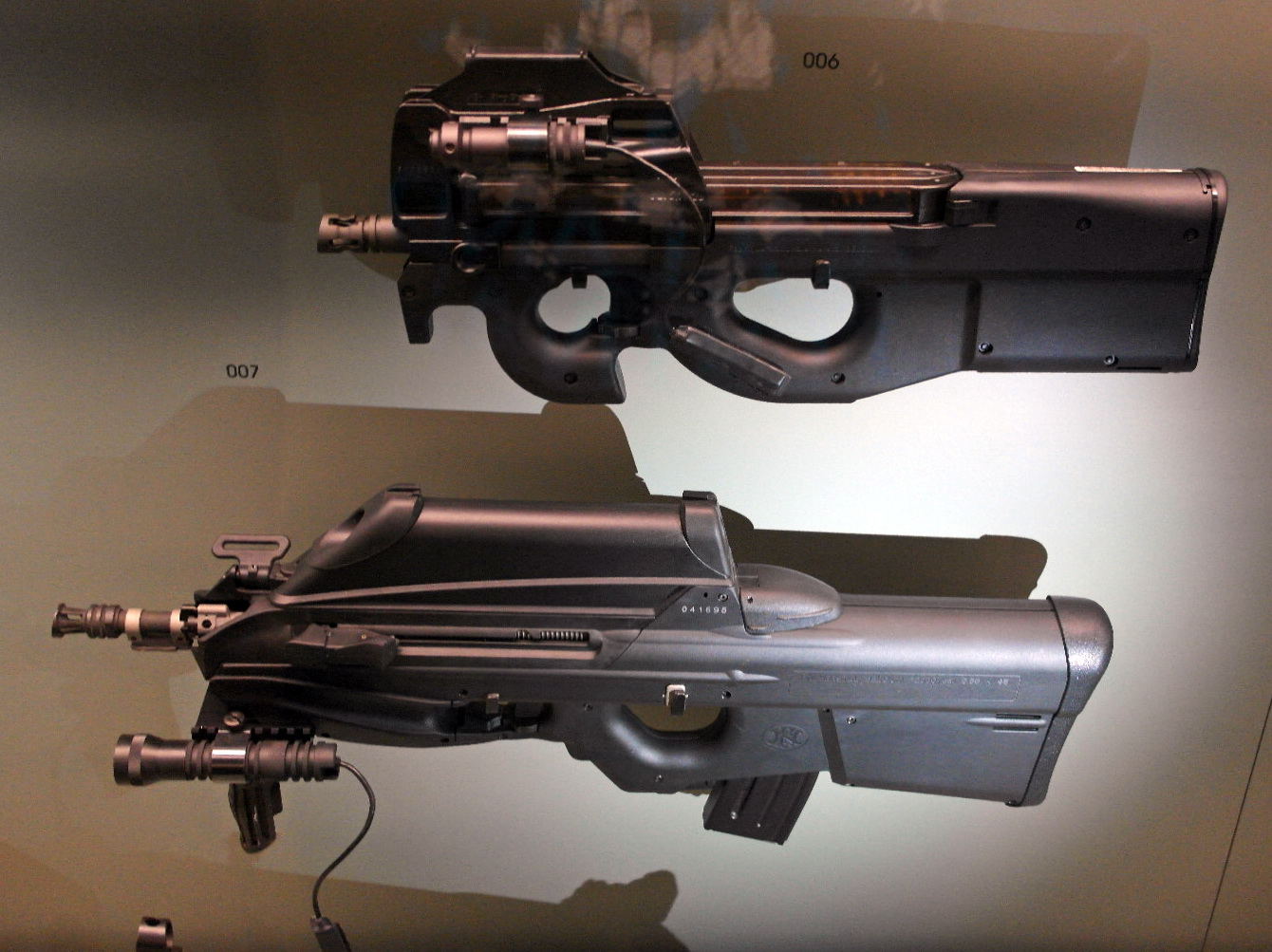
Armes modernes (FN Herstal, 2008).

## Biens classés
Le musée compte 25 biens classés au patrimoine mobilier de la Fédération Wallonie-Bruxelles.
| Catégorie                      | Sous-catégorie        | Nom du bien | Datation                                                        | Illustration |
| ------------------------------ | --------------------- | --- | --------------------------------------------------------------- | ------------ |
| Beaux-arts                     | Peinture              | La Vierge à l’Enfant avec donatrice et Marie Madeleine du Maître à la Vue de Sainte Gudule                                | XVe siècle                                                      |              |
| Beaux-arts                     | Peinture              | Diptyque dit Palude | Après 1488                                                      |              |
| Beaux-arts                     | Sculpture             | Vierge dite de Dom Rupert                                                                                                 | 1149-1158                                                       |              |
| Beaux-arts                     | Sculpture             | Tympan de la Prophétie d’Apollon                                                                                          | Dernier quart du XIIe siècle                                    |              |
| Beaux-arts                     | Sculpture             | Vierge de Berselius y compris son socle                                                                                   | 1529-1535                                                       |              |
| Beaux-arts                     | Sculpture             | Christ de Rausa | c.1230-1240                                                     |              |
| Beaux-arts                     | Sculpture             | 6 fragments d’un retable de la Passion (Collection privée)                                                                | c. 1340                                                         |              |
| Beaux-arts                     | Sculpture             | Christ d'Oreye | c.1260                                                          |              |
| Beaux-arts                     | Sculpture             | Ivoire d'Amay | c. 850-1050                                                     |              |
| Beaux-arts                     | Sculpture             | Saint Luc et saint Marc                                                                                                   | c. 1320-1330                                                    |              |
| Beaux-arts                     | Sculpture             | Prométhée enchaîné, Guillaume Évrard                                                                                      | Avant 1784                                                      |              |
| Beaux-arts                     | Sculpture             | Vierge d'Évegnée | Vers 1050-1070                                                  |              |
| Beaux-arts                     | Orfèvrerie            | Coupe Oranus dans son ensemble                                                                                            | 1564 (datation non certaine)                                    |              |
| Beaux-arts                     | Orfèvrerie Manuscrits | Les plats de reliure et l’Évangéliaire dit de Notger                                                                      | Manuscrit : vers 860 Ivoire : fin Xe siècle Émaux : c.1160-1170 |              |
| Beaux-arts                     | Orfèvrerie            | Triptyque-reliquaire de la Sainte-Croix                                                                                   | c. 1160-1170                                                    |              |
| Beaux-arts                     | Verre                 | Vase « Crépuscule » de Philippe Wolfers                                                                                   | c. 1900                                                         |              |
| Beaux-arts                     | Verre                 | Aiguière catalagne | 2e moitié du XVIe - début du XVIIe siècle                       |              |
| Beaux-arts                     | Verre                 | Vase des neuf Provinces de Léon Ledru                                                                                     | 1894                                                            |              |
| Beaux-arts                     | Mobilier              | Piano de la Chapelle-en-Serval, Gustave Serrurier-Bovy                                                                    | 1901-1902                                                       |              |
| Archéologie                    |                       | Bronzes d'Angleur formant un ensemble de vingt pièces constitutives du décor d’un autel et d’une fontaine dédiés à Mithra | Fin du IIe siècle-première moitié du IIIe siècle                |              |
| Archéologie                    |                       | Bassin de purification avec inscription dédicatoire trouvé à Jupille                                                      | Seconde moitié du IIe siècle                                    |              |
| Archéologie                    |                       | Cinq claveaux ornés et deux pierres dédicatoires de Glons (Fondations de l'église Saint-Victor de Glons )                 | Milieu du VIIe siècle                                           |              |
| Sciences-Techniques-Industries |                       | Fusil de chasse de grand luxe pour cartouche à broche, attribué à Pierre-Joseph Lemille                                   | 1865                                                            |              |
| Sciences-Techniques-Industries |                       | Pendule astronomique à 6 cadrans de Sarton, Dieudonné Hubert Sarton                                                       | c. 1794-1795                                                    |              |
| Histoire                       |                       | Ensemble patrimonial des honneurs à P.P. Rubens par Charles Ier                                                           | Vers 1630                                                       |              |

## Expositions
- Luis Salazar du 14 septembre 2012 au 17 décembre 2012
- Jean-Paul Laixhay du 15 mai 2013 au 28 juillet 2013
- Sophie Langohr, New faces du 26 avril 2013 au 14 juillet 2013
- Christophe Remacle, Regard sur le Grand Curtius du 26 avril 2013 au 14 juillet 2013
- Christian Satin (en), Peintre et Architecte du 15 février au 15 mars 2015

## En quelques chiffres
- Superficie totale du site : 5 635 m2, dont 3 176 m2 bâtis ;
- Superficie totale du projet (exposition, circulation, espace technique) : 9 687 m2 ;
- Superficie totale des parcours : 5 103 m2 répartis de la manière suivante[14] :
  - parcours chronologique : 2 417 m2,
  - parcours thématiques : 1 290 m2 (Égypte, verre, armes, lapidaire, arts de la table et spiritualité),
  - parcours exposition temporaire : 1 396 m2 y compris la salle d’actualité ;
- Nombre de pièces exposées : 5 914[15].
  - Nombres de pièces classées : 18 (Patrimoine mobilier de la Fédération Wallonie-Bruxelles)